# Casa Vicens
Pour les articles homonymes, voir Vicens.
La Casa Vicens est un édifice moderniste situé à Barcelone, dans le district de Gràcia. Construit par Antoni Gaudí, c’est le premier projet majeur de l’architecte. Les travaux se déroulent entre 1883 et 1885, mais le projet originel est élaboré par Gaudí entre 1878 et 1880. L’ouvrage s’inscrit dans un style orientaliste, proche du néo-mudéjar, mais selon une interprétation personnelle, avec la signature originale qui caractérise les projets de l’architecte. Dans cette réalisation, Gaudí développe pour la première fois des systèmes constructifs qui seront couramment utilisés dans les débuts du modernisme. À l’époque, l’ouvrage fait l’objet de nombreux commentaires et crée une grande sensation auprès du public. Gràcia est encore une commune à part entière, dotée de sa propre mairie et du statut de ville. Elle a depuis été rattachée à Barcelone pour devenir un district de la ville.
Le projet originel comprend un grand espace aménagé en jardin, en plus de la maison, mais le terrain est progressivement divisé en parcelles et vendu pour la construction d’immeubles d’habitation. Actuellement, le site ne compte plus que la maison et une petite surface extérieure. Afin d’optimiser l’espace, Gaudí conçoit un projet à trois façades, adossé contre un ancien couvent par un mur mitoyen. En 1925, la maison fait l’objet d’un projet d’agrandissement proposé à Gaudí, mais celui-ci refuse et soumet le nom de l’un de ses disciples, Joan Baptista Serra, pour le remplacer. Ce dernier réalise une nouvelle travée en respectant le style originel de Gaudí, avec la création d’une nouvelle façade pour aboutir à un édifice à quatre côtés.
Cet ouvrage s’inscrit dans l’étape orientaliste de Gaudí (1883-1888), période durant laquelle l’architecte réalise une série d’ouvrages de style résolument oriental, inspirés de l’art du Proche-Orient et de l’Extrême-Orient (Inde, Perse, Japon), mais aussi de l’art hispano-mauresque, principalement le mudéjar et le nasride. Pendant cette période, Gaudí fait grand usage des carreaux en céramique pour la décoration, mais aussi des arcs angulaires, des corbeaux en brique apparente et des couronnements en forme de tourelle ou de dôme.
L’édifice est classé Monument historico-artistique en 1969 sous le numéro 52-MH-EN, Bien d’intérêt culturel en 1993 sous la référence RI-51-0003823 et Patrimoine mondial en 2005 sous la référence 320bis.

## Histoire

### Premier ouvrage majeur de Gaudí

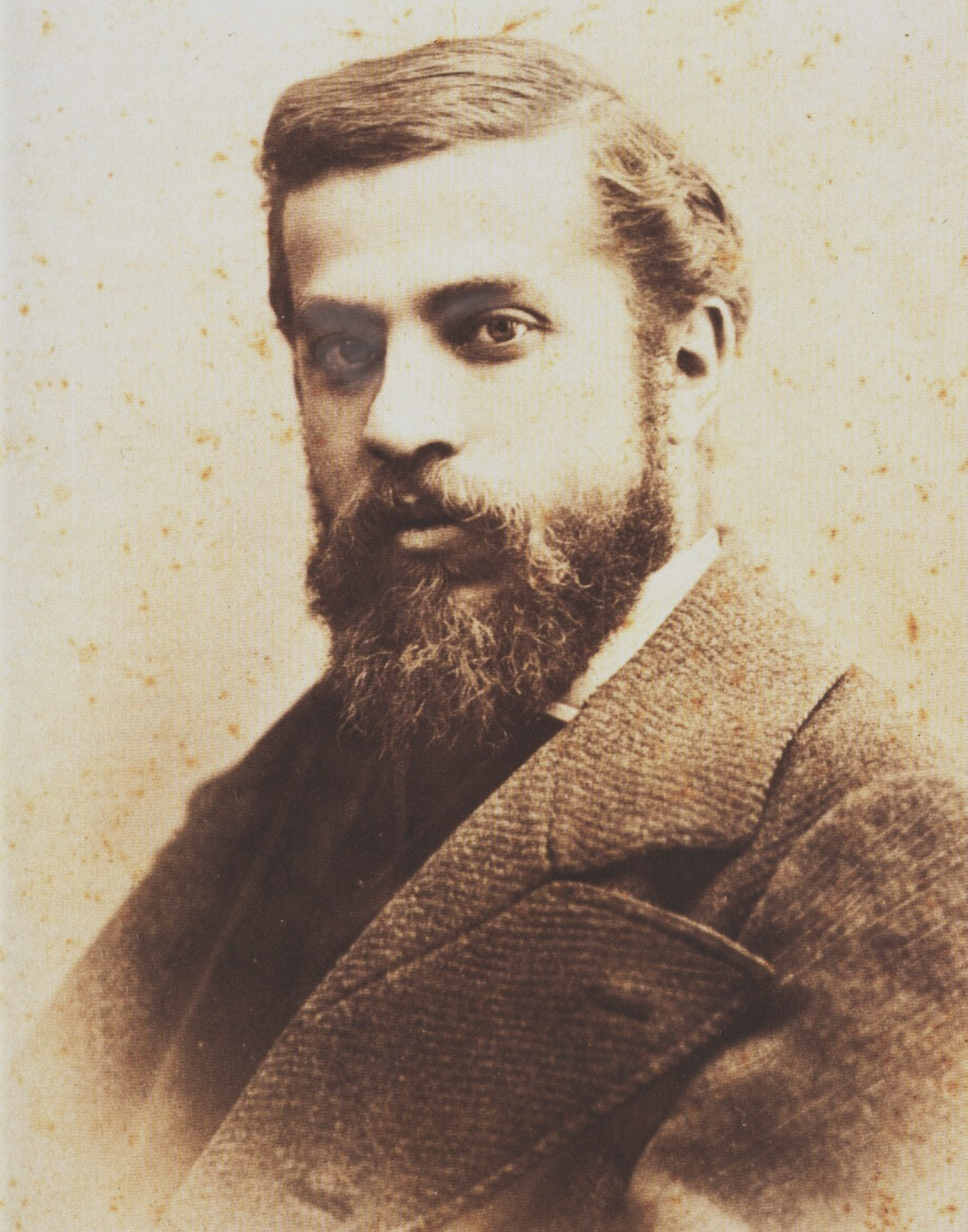
Antoni Gaudí

Antoni Gaudí (Reus ou Riudoms, 1852 - Barcelone, 1926) étudie l’architecture à l’École de la Llotja et à l’École technique supérieure d'architecture de Barcelone, d’où il sort diplômé en 1878. Pour payer ses études, Gaudí travaille comme dessinateur en bâtiment pour différents architectes et constructeurs, à l’instar de Leandre Serrallach, Joan Martorell, Emili Sala i Cortés, Francisco de Paula del Villar y Lozano et Josep Fontserè. En 1878, son diplôme d’architecture en poche, il réalise ses premiers travaux dont des réverbères pour la Place Royale, le projet des kiosques Girossi, la vitrine de la ganterie Esteban Comella et le mobilier de la chapelle-panthéon du palais de Sobrellano à Comillas, tous réalisés l’année même de l’obtention de son diplôme, ainsi que la Coopérative ouvrière des mataronais (1878-1882), sa première grosse commande, qui ne sera construite qu’en partie, avec un seul bâtiment. Ses réalisations suivantes sont le mobilier de la pharmacie Gisbert (1879), ainsi que la décoration de l’église Sant Pacià à Sant Andreu de Palomar (1879-1881) et de l’église du Col·legi de Jesús i Maria de Tarragone (1880-1882).
Gaudí concilie la construction de la Casa Vicens avec d’autres projets : en 1883, il se voit confier les travaux du temple expiatoire de la Sagrada Família, entamés l’année précédente d’après un projet de Francisco de Paula del Villar y Lozano, lequel renonce peu après pour cause de désaccord avec le comité de construction. Gaudí consacrera le reste de sa vie à la construction du temple, qui sera son œuvre suprême et la synthèse de toutes ses innovations architecturales. Cette même année, il réalise un projet de retable pour la chapelle du Santíssim Sagrament de l’église paroissiale Sant Feliu d’Alella, ainsi que des plans topographiques du domaine Can Rossell de la Llena à Gelida, et se voit confier le projet d’une villa attenante au palais de Sobrellano, du marquis de Comillas, dans la ville du même nom (Cantabrie), surnommée El Capricho, construite entre 1883 et 1885 dans un style orientaliste similaire à celui de la Casa Vicens, qui se distingue également par son parement en céramique. Le pavillon Güell de Pedralbes (1884-1887) qu’il construit pour le compte d’Eusebi Güell, son principal mécène et ami, arborent un style similaire.
Gaudí connaît alors la première période de sa carrière, qui se caractérise par l’utilisation d’un langage architectural d’une grande simplicité constructive, dans lequel la ligne droite prime sur la ligne courbe. Sur le plan stylistique, elle correspond à une étape aux influences orientalistes, où les formes structurelles et ornementales s’inspirent de l’art oriental, principalement mudéjar, perse et byzantin, tel qu’on peut l’apprécier dans d’autres ouvrages comme les pavillons Güell, le Cellier Güell ou El Capricho de Comillas. Gaudí étudie l’art néomudéjar dans les livres d’Owen Jones, tels que Plans, Elevations, Sections and Details of the Alhambra (1842), Designs for Mosaics and Tessellated Pavements (1842) et Grammar of Ornament (1856).
L’idée que Gaudí se fait de la maison familiale – et qu’il met en pratique dans la Casa Vicens – est très bien exprimée dans un article non publié qu’il rédige en 1881, intitulé La maison de famille (catalan : La casa pairal): « La maison est la petite nation de la famille. La famille, comme la nation, a une histoire, des relations extérieures, des changements de gouvernement, etc. La famille indépendante a sa maison à soi, celle qui ne l’est pas a une maison de location. La maison à soi est le pays natal, celle de location le pays de l’émigration ; c’est pourquoi il n’y a pas mieux que la maison à soi. On ne conçoit pas la maison à soi sans famille, seule celle de location est conçue ainsi ».

### La commande

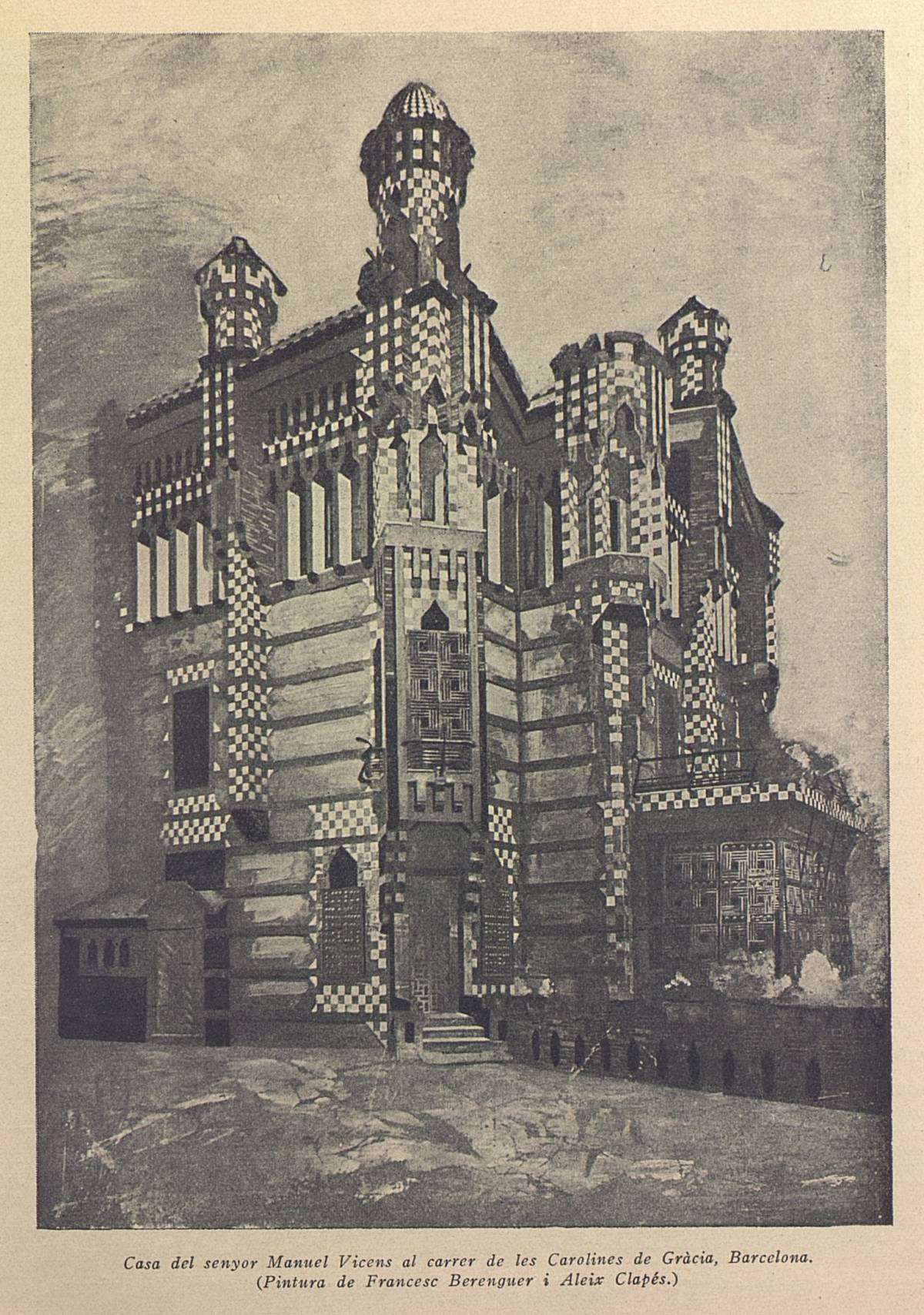
Dessin de la Casa Vicens (1910), par Francesc Berenguer et Aleix Clapés

En 1878, Manuel Vicens i Montaner confie à Gaudí la construction d’une seconde résidence familiale d’été dans la localité de Gràcia. Manuel Vicens (1836-1895) est courtier en bourse, même si l’on en sait très peu à son sujet. De par son testament, on sait qu’il possède une maison à Alella, ainsi que deux propriétés dans le centre de Barcelone et plusieurs terrains dans le secteur de Vallvidrera. Manuel Vicens fait construire la maison sur un terrain qu’il a hérité de sa mère, Rosa Montaner i Matas, en 1887. Il meurt le 29 avril 1895, laissant ses biens à sa veuve, Dolors Giralt i Grífol.
La façon dont Vicens fait la connaissance de Gaudí demeure un mystère, mais il est probable qu’ils se rencontrent dans les cercles culturels en lien avec la Renaixença que tous deux fréquentent. Par la suite, Vicens et Gaudí entretiennent une relation d’amitié et, entre 1880 et 1890, l’architecte passe l’été dans la maison d’Alella de Vicens à maintes reprises. Pour cette maison, Gaudí a conçu deux meubles : une cheminée d'angle en bois et métal avec les initiales M.V. (par Manuel Vicens), actuellement conservé à la Casa Vicens ; et un meuble d'angle en bois de cèdre avec laiton doré et les initiales D.G. (par Dolors Giralt), acheté par Casa Vicens aux enchères en 2023 afin d'être exposé après restauration. Les séjours de Gaudí dans cette localité de bord de mer l’amènent à travailler en 1883 sur un projet de retable pour l’église Sant Feliu d’Alella à la demande du curé Jaume Puig Claret, qui finalement n’aboutit pas. Un dessin à l’encre de Chine sur papier vélin, à l’échelle 1:25, est conservé.

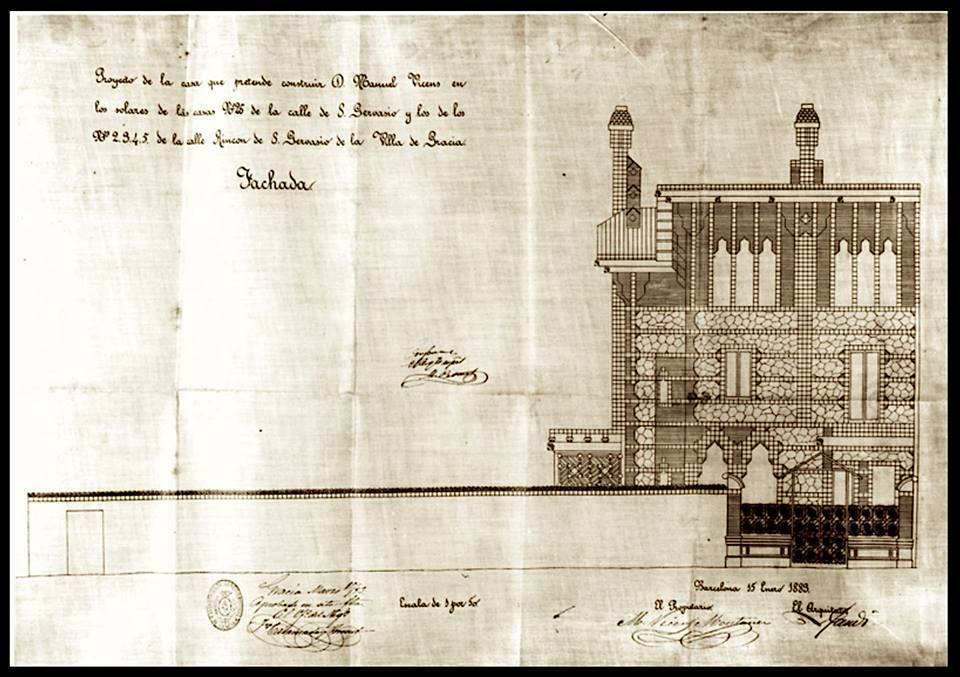
Façade de la Casa Vicens, signée par Gaudí le 15 janvier 1883

La localité de Gràcia est alors indépendante de Barcelone. Le centre s’est formé autour du couvent carmélite Santa María de Gràcia – plus connu sous le nom de els Josepets –, fondé en 1630. Il s’agit à cette époque d’une zone agricole, parsemée de fermes, qui au début du XIXe siècle commence à s’urbaniser et à développer un tissu industriel naissant. La localité est rattachée à Barcelone en 1897, en même temps que cinq autres villes limitrophes : Sants, Les Corts, Sant Gervasi de Cassoles, Sant Andreu de Palomar et Sant Martí de Provençals. Les familles de la bourgeoisie sont alors nombreuses à établir leur seconde résidence à Gràcia, car la localité allie proximité avec la ville et tranquillité. La maison se situe dans le Carrer de les Carolines, baptisé ainsi en l’honneur des îles Carolines – ancienne colonie espagnole – en 1908; son nom précédant était Sant Gervasi.
Le terrain d’origine se situe entre le couvent des Filles de la charité de Saint-Vincent-de-Paul, dont le mur mitoyen est adossé sur un pan à l’édifice (côté nord-est), et une ruelle sans issue, surnommée Carreró Racó de Sant Gervasi, qui disparaît par la suite. Ce terrain est issu de trois parcelles acquises entre 1846 et 1854 par Agustí Maria Baró i Tastàs, comprenant plusieurs constructions basses. En 1866, Rosa Montaner i Matas, veuve d’Onofre Vicens i Domènech, la mère de Manuel Vicens, en hérite. À la mort de cette dernière en 1877, Manuel Vicens en hérite à son tour. On ignore si les constructions existantes sur le terrain sont démolies ou réutilisées en partie pour le projet de Gaudí. En 1876 et 1881, Vicens acquiert deux terrains adjacents dans le Carreró Racó de Sant Gervasi, qui permettent d’agrandir le jardin de la propriété.
Gaudí achève le projet englobant la maison et le jardin en 1880, bien que les plans sont signés en 1883, date à laquelle ils sont déposés à la mairie de Gràcia. En matière de conception, il combine une structure architecturale relativement simple avec la complexité d’une décoration très soignée, notamment avec l’utilisation de carreaux en céramique D’un point de vue stylistique, ce projet correspond pleinement à sa période orientaliste, mais le recours massif aux arts décoratifs (céramique, fer forgé, verrerie, menuiserie) offre un avant-goût de ce que sera son époque dorée dans le Modernisme catalan. Les travaux se déroulent entre 1883 et 1885. Gaudí dirige personnellement les travaux : d’après un témoignage de Joan Baptista Serra à George Collins en 1959, l’architecte s’assoit sous un parasol et supervise la construction, ordonnant parfois la démolition de ce qu’il considère mal fait.
Pendant l’exécution, Gaudí compte sur l’aide de plusieurs artisans qui réapparaîtront régulièrement dans ses futures réalisations, à l’instar du sculpteur Llorenç Matamala, l’ébéniste Eudald Puntí ou le ferronnier Joan Oñós, ainsi que l’entrepreneur Claudi Alsina. La décoration est confiée au peintre Francesc Torrescassana (en) et au sculpteur Antoni Riba (es).
Le terrain d’origine fait 30 × 34,5 m, pour une superficie de 1 035 m2. La maison compte alors trois façades, puisque côté nord-est elle est adossée au mur mitoyen d’un couvent contigu. Bien que l’entrée est située côté sud-est, dans le Carrer de Sant Gervasi, la façade principale est celle orientée vers le jardin, côté sud-ouest, bordée par la ruelle du Carreró Racó de Sant Gervasi, de 35 m de long sur 32,5 m de large. La maison, conçue comme une demeure unifamiliale, comporte un sous-sol faisant office de cellier ; un étage noble composé d’un vestibule, d’une salle à manger, d’une fenêtre en saillie, d’un fumoir, d’une cuisine et d’une buanderie ; un premier étage avec des chambres, des salles de bains, un vestiaire et une bibliothèque ; des combles pour loger le personnel de maison ; et un toit-terrasse avec un petit chemin de ronde entre les toits avec cheminée et une tourelle à l’angle nord-est. Elle possède un escalier sur voûte catalane avec une rambarde en bois dont chaque marche est décorée de petites peintures à l’huile de Torrescassana, qui disparaissent lors de la rénovation de 1925.

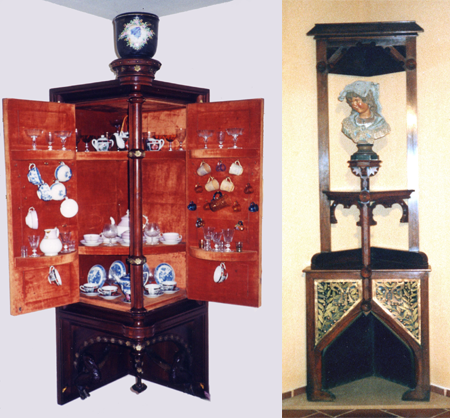
Meubles conçus par Gaudí pour la maison de Manuel Vicens à Alella

L’architecte imagine un ensemble de murs en maçonnerie alternant avec des rangées de carreaux en céramique, qui reproduisent les fleurs jaunes typiques du secteur (œillets d’Inde ou Tagetes erecta), que Gaudí découvre sur le terrain de la maison avant la construction et qu’il souhaite reproduire dans le projet final. Il s’inspire également d’un palmier du terrain pour concevoir la grille en fer forgé de l’entrée principale, en forme de feuilles de palmier nain (Chamaerops humilis). Pour reprendre ses propres mots : « Lorsque je suis allé prendre les mesures, le terrain était entièrement recouvert de ces petites fleurs jaunes que j’ai adoptées comme motif ornemental sur les carreaux en céramique. Il y avait aussi un exubérant palmier, dont les feuilles coulées en fer habillent la clôture et la porte d’entrée de la maison ».
Lors de la conception de la maison, Gaudí cherche à allier l’aspect pratique et esthétique avec le confort, l’hygiène et le bien-être, ainsi qu’une harmonie parfaite avec le jardin et le cadre environnant. Comme dans chacun de ses projets, il planifie tout jusque dans les moindres détails et apporte un soin particulier à des aspects tels que l’éclairage et la ventilation, en essayant de mettre en œuvre des conditions d’habitabilité optimales. L’un des espaces les plus évocateurs de la maison est la fenêtre en saillie attenante à la salle à manger, donnant sur le jardin au moyen de jalousies en bois d’inspiration orientale qui, une fois ouvertes, laissent cet espace à l’air libre. Elle abrite une fontaine composée d’une vasque de style Renaissance et d’une grille métallique elliptique, semblable à une toile d’araignée, qui transforme l’eau en une fine lame laissant apparaître les couleurs de l’arc-en-ciel lorsqu’elle est traversée par la lumière.

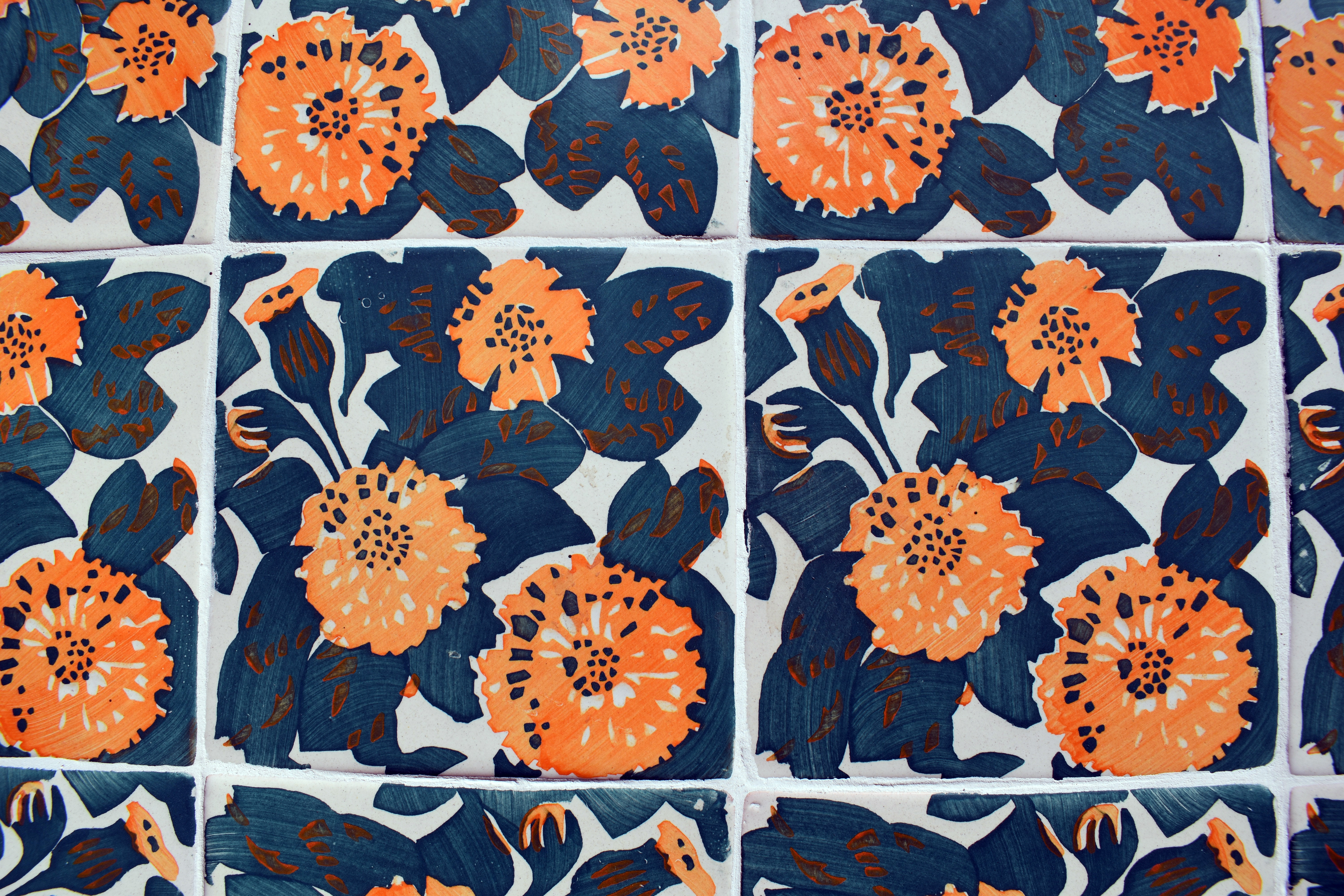
Carreaux à motifs d'œillets. Gaudí a affirmé avoir trouvé ces fleurs sur le site à construire et a voulu leur rendre hommage.

L’ancien jardin comprend trois espaces distincts : celui qui sépare la maison de la rue, celui qui fait face à la partie noble, avec des parterres de palmiers circulaires, et un autre sur le côté, peuplé d’arbres fruitiers. Gaudí apporte un soin particulier à la conception du jardin de la maison, car s’agissant d’une résidence d’été, cet espace joue une fonction de lieu de loisir très importante. Outre les éléments naturels, deux éléments se démarquent tout particulièrement : une fontaine en brique et en céramique à l’entrée et une cascade monumentale, en brique également. La cascade, de la même hauteur que la maison, est constituée d’un grand arc caténaire soutenant une structure de faux arcs en briques formant deux loggias de piliers alternés, flanquées de deux escaliers. Au sommet, deux réservoirs d’eau déversent une pluie fine sur une grotte de rocaille. Les écoinçons de l’arc abritent des bas-reliefs en terre cuite du sculpteur Antoni Riba, représentant des enfants en train de nager. Dans le projet de Gaudí, cette cascade est adossée au mur délimitant la propriété, mais l’extension de 1925 en fait une structure isolée. Elle est démolie en 1946, lorsqu’une partie du jardin est vendue pour la construction de logements. Le jardin abrite une autre fontaine à l’entrée principale, formée de deux vasques superposées : celle du bas, plus grande et cylindrique, recouverte de stuc avec des dalles à motifs d’œillets d’Inde sur la partie supérieure, et celle du haut, en forme de prisme octogonal, avec des faces de 75 × 45 cm, recouverte de dalles en céramique à motifs de fleurs et de feuilles de tournesol ; elle disparaît lors de l’agrandissement de 1925.

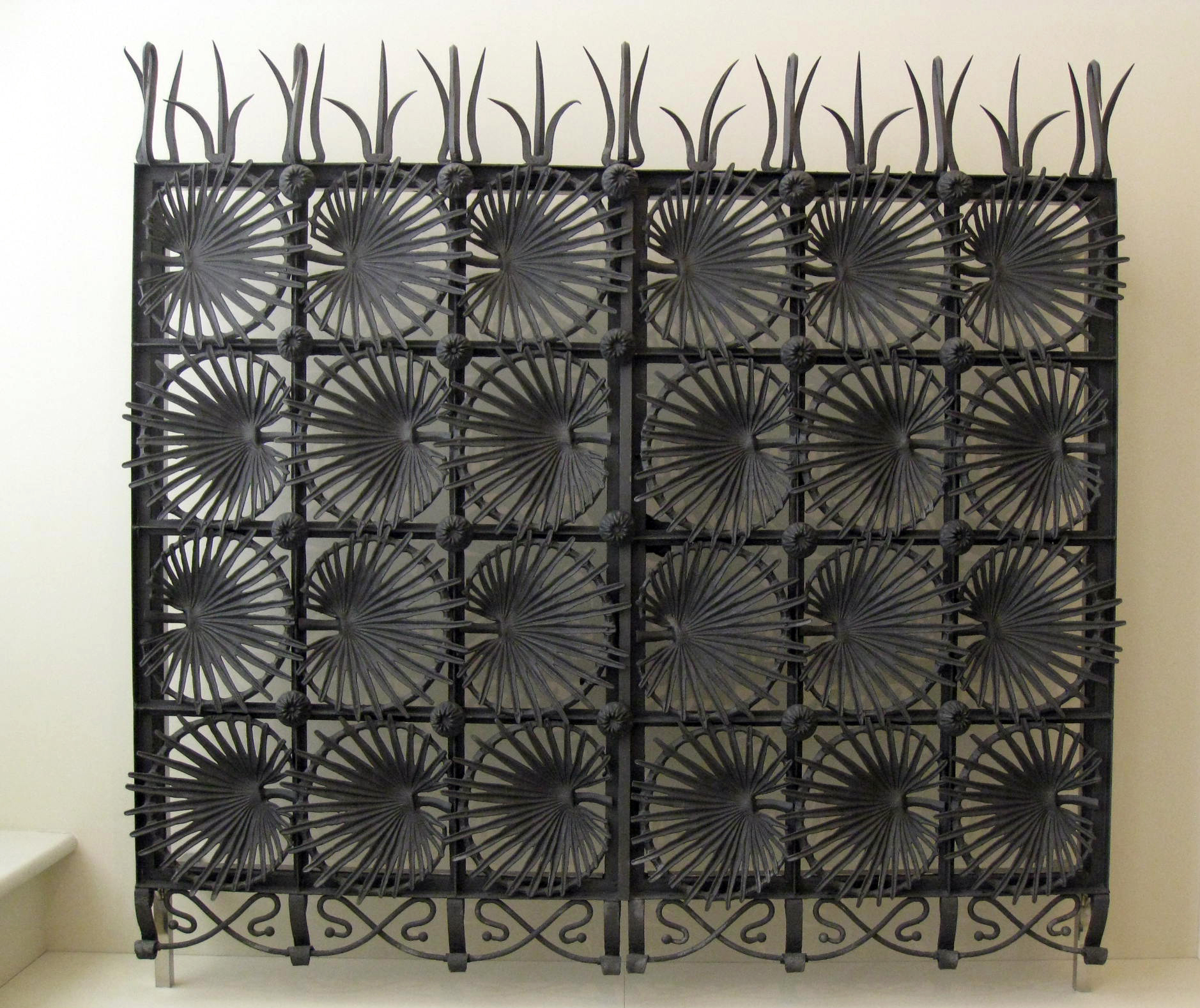
Section de la grille en cœur de palmier conservée au Musée national d'art de Catalogne

La propriété est délimitée par un mur en moellons avec des créneaux semi-elliptiques et une grille en fer forgé arborant des motifs de feuilles de palmier nain et d’œillets d’Inde, surmontée de pointes en forme de trident, à l’entrée principale. À l’angle sud-ouest, une petite tourelle fait office de belvédère, formée de deux colonnes en brique et de trois colonnes en pierre – celle du milieu est géminée –, supportant une structure en brique en forme de L avec des arcs aveugles, couronnée d’une toiture à deux versants avec des éléments en céramique. La clôture d’origine fait 30 × 34,50 m et chaque cadre mesure 0,49 × 0,49 × 0,12 cm. Le dessin de la grille réalisé par Gaudí figure sur le plan de la façade qui est conservé dans les Archives historiques de Catalogne, signé par Gaudí et Vicens le 15 janvier 1883. Le sculpteur Llorenç Matamala part de ce dessin pour fabriquer un moule en plâtre, qui par la suite est coulé en fonte par le forgeron Joan Oñós. D’après le dessin de Gaudí, chaque feuille doit être disposée en diagonale. Mais elles sont finalement orientées à l’horizontal, alternant un alignement vers la gauche et vers la droite. À la suite de l’extension de la propriété en 1925, le mur en pierre est remplacé par de nouveaux panneaux de clôture de palmiers nains, qui entourent alors tout le périmètre. Cependant, après la vente de plusieurs parties du jardin à des fins de constructions, plusieurs panneaux de la clôture sont retirés. Certains d’entre eux sont réinstallés à la porte d’entrée du parc Güell et dans la maison Larrard – résidence d’Eusebi Güell – à l’intérieur du parc (actuelle école Baldiri Reixac), tandis que d’autres sont conservés dans la Maison-musée Gaudí.
Sur un terrain adjacent à la Casa Vicens, au numéro 28 du Carrer de les Carolines, se trouve depuis longtemps une fontaine d’eau minérale appelée fontaine de Santa Rita. La tradition veut que le 22 mai, jour de la Sainte-Rita, les habitants viennent boire l’eau de la fontaine. En 1895, l’eau est déclarée d’utilité publique et commence à être commercialisée. Lorsque Joan Baptista Serra entreprend l’agrandissement de la Casa Vicens en 1925, il fait construire une chapelle dédiée à sainte Rita à l’emplacement de la fontaine. En 1963, la chapelle est démolie en vue de construire un nouvel immeuble de logements.

### Agrandissement et évolution ultérieure

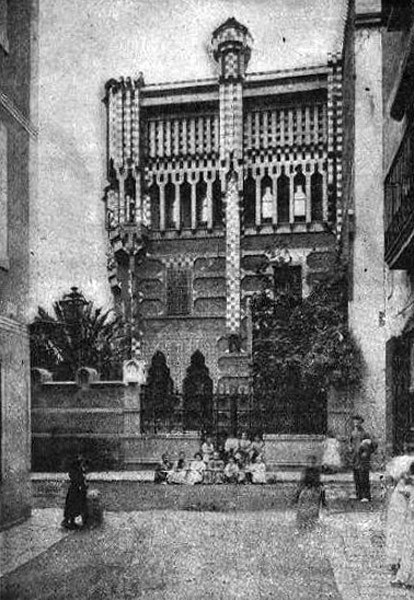
La maison en 1898, sur une photo publiée dans l'hebdomadaire La Campana de Gràcia

En 1899, la veuve de Manuel Vicens, Dolors Giralt i Grífol, vend la maison au docteur Antonio Jover Puig pour 45 000 pesetas. Antonio Jover (Barcelone, 1855-1930) est un pédiatre de renom, diplômé de l’université de Barcelone en 1876. Il part s’installer à Cuba où il enseigne à l’université de La Havane jusqu’à l’indépendance de l’île, lorsqu’il rentre en Espagne. C’est grâce à la fortune amassée outre-Atlantique, comme d’autres Indianos de l’époque, qu’il peut acquérir la Casa Vicens. Il représente diverses sociétés commerciales espagnoles à Cuba et, même après l’indépendance, il réalise plusieurs séjours sur l’île. Il préside également le Casino Español de La Habana et le Cercle Català. Il s’installe définitivement à Barcelone en 1924, où il est élu conseiller municipal de 1924 à 1930 et nommé adjoint au maire sous le baron de Viver. En 1908, le Dr Jover vend la maison à son frère, José Jover, en se réservant le droit d’usufruit ; ce dernier ne laissant aucun descendant à sa mort en 1913, il la cède à Ángela González Sánchez, épouse d’Antonio Jover.
En 1925, le Dr Jover envisage d’agrandir l’édifice dans le but d’en faire sa résidence principale. Pour ce faire, il acquiert un terrain jouxtant le mur mitoyen avec le couvent, d’une superficie de 212,88 m2, correspondant aux numéros 18-20 du Carrer de les Carolines. Il achète également le terrain situé entre la ruelle Carreró Racó de Sant Gervasi et l’Avinguda de la Riera de Cassoles, et parvient à faire déclarer la ruelle « excédent de voie publique », ce qui lui permet d’agrandir le jardin sur toute cette superficie. À cette époque, la propriété atteint son extension maximale, 1 738 m2. Pour agrandir la maison, il demande à Gaudí de prendre en charge le projet, mais ce dernier refuse, car il consacre alors tout son temps à la Sagrada Família. Il recommande l’un de ses disciples, Joan Baptista Serra, qui conçoit la moitié droite de la façade en respectant le style de Gaudí.
Joan Baptista Serra de Martínez (Barcelone, 1888-1962) étudie à l’école d’architecture de Barcelone, d’où il sort diplômé en 1914. Cette même année, il fait la connaissance de Gaudí dans l’église Sants Just i Pastor, où les réunit leur passion pour la musique. Son style éclectique tire ses influences du modernisme, du noucentisme, du classicisme et de l’architecture européenne moderne. L’un de ses premiers ouvrages est la maison Cucuruy à Barcelone, suivie de sa propre maison, la Villa Mercedes, dans le Carrer Escoles Pies ; la maison d’Eduard Schäfer, dans le Carrer Copèrnic ; et la maison Valentí Soler, sur la Via Laietana, entre autres. Il travaille comme architecte municipal de Montcada i Reixac, Ripollet, Begues, Molins de Rei et Sant Feliu de Codines, où il réalise divers ouvrages, comme le marché de Ripollet, le lotissement de Begues, un établissement scolaire et un projet d’assainissement et de revêtement de sol à Molins de Rei, et les églises Santa Engràcia et Sagrat Cor à Montcada i Reixac.

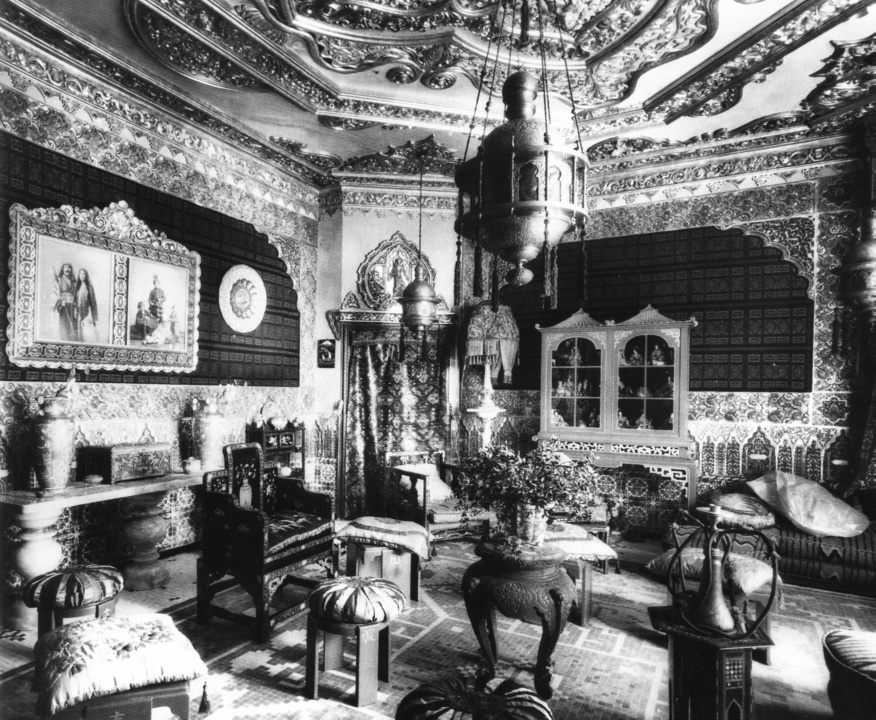
Photo historique de l'intérieur de la Casa Vicens

Serra construit la moitié droite de l’édifice – vu depuis le Carrer de les Carolines – qui se distingue de la partie construite par Gaudí par son volume en saillie vers la rue. La division est également reconnaissable à l’aspect différent des carreaux en céramique : Gaudí les alterne pour donner plus de dynamisme, tandis que Serra les dispose de manière uniforme. L’agrandissement se déroule entre 1925 et 1927.
L’agrandissement est réalisé du côté du mur mitoyen avec l’ancien couvent, de sorte que l’édifice vient à gagner une nouvelle façade pour en posséder quatre. À l’angle de la rue, Serra construit une tourelle semblable à celle que Gaudí a érigée de l’autre côté. Le nouveau réaménagement implique de transformer la maison unifamiliale en trois logements indépendants, un par étage. À cette fin, l’escalier d’origine conçu par Gaudí est remplacé par un autre conforme à sa nouvelle finalité.
La fenêtre en saillie fait également l’objet d’une modification. Les jalousies en bois sont remplacées par un vitrage qui ferme complètement l’espace, perdant ainsi l’idée d’origine d’un espace ouvrant directement sur le jardin. La fontaine, l’un des éléments les plus évocateurs du projet de Gaudí, est également supprimée.
Du côté sud-ouest, la ruelle ayant disparu, le mur délimitant la propriété est démoli et remplacé par de nouveaux panneaux de clôture aux feuilles de palmier nain. Il respecte la cascade qui est adossée au mur en en faisant une construction isolée, ce qui l’amène à ouvrir l’arc parabolique de l’autre côté ; en revanche, la rocaille disposée au bas de la cascade est supprimée pour y mettre une piscine à la place. Une partie de la structure de la cascade est également recouverte de carreaux en céramique, imitant ceux de la maison.
Il construit également une tourelle de l’autre côté du jardin donnant sur l’Avinguda de la Riera de Cassoles, pour abriter l’ancienne fontaine de Santa Rita. De plan circulaire, elle est recouverte de carreaux en céramique jaunes et surmontée d’un dôme hémisphérique, recouvert de carreaux en céramique et couronné d’une lanterne avec une croix. Démolie en 1963, les anciens jardins sont désormais occupés par des immeubles de logement.

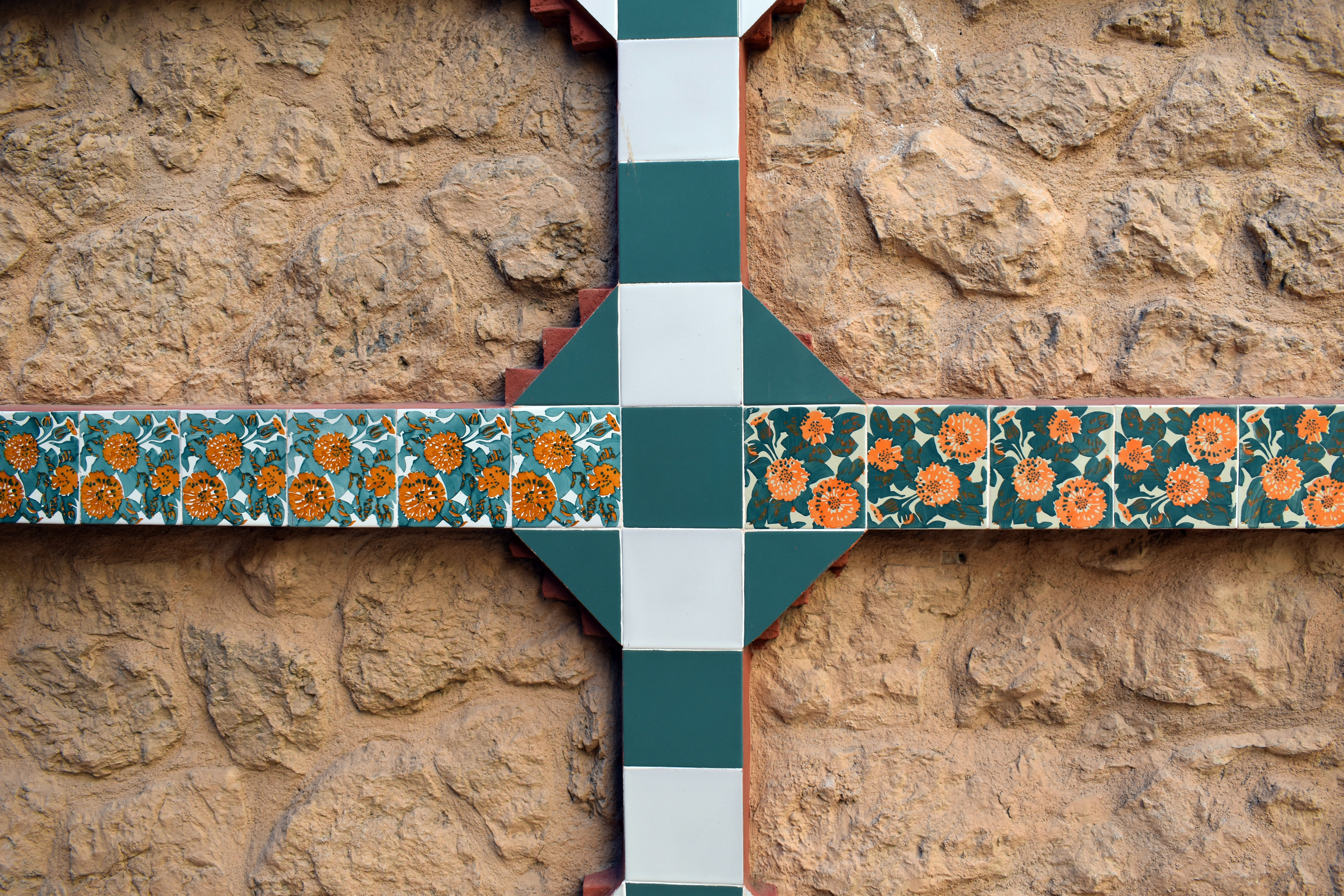
La bande verticale marque la transition entre la partie originale de Gaudí (à droite) et l'agrandissement de Serra (à gauche). Notez que Gaudí a alterné la position des carreaux pour donner du dynamisme, tandis que Serra les a disposés uniformément

Le Carrer de les Carolines est élargi en 1925, situant la maison en bordure de rue. À ce titre, la porte d’entrée est déplacée sur la façade sud-ouest, où se trouve la fenêtre en saillie, à l’endroit occupé auparavant par une fenêtre du vestibule, et une terrasse avec des escaliers est construite pour y accéder. L’ancienne porte est transformée en une double baie vitrée avec des grilles en fer forgé. Disparaît également une porte secondaire pour le personnel de maison, située à côté du mur mitoyen du couvent – actuellement une fenêtre. Tout comme une terrasse surplombant cette entrée menant à l’une des chambres du premier étage, qui est remplacée par un balcon. L’entrée principale de la rue est déplacée un peu vers la gauche et couronnée de deux lampadaires réalisés par le forgeron Bonaventura Batlle. Une entrée secondaire est aménagée à l’angle du Carrer de les Carolines et de l’Avinguda de la Riera de Cassoles, identique à l’entrée principale. La tourelle-belvédère située à l’angle donnant sur la ruelle Carreró Racó de Sant Gervasi est conservée, même si après la suppression de la ruelle, elle devient un élément du mur. Enfin, disparaît également la fontaine de l’entrée, située dans la partie qui a été supprimée côté sud-est en raison de l’élargissement du Carrer de Sant Gervasi.
L’intervention de Serra est plus sobre à l’intérieur qu’à l’extérieur : il emploie les nouveaux matériaux de construction de l’époque, dont des solives en fer avec des entrevous céramique aux plafonds. Il remplace l’ancien escalier conçu par Gaudí par un patio intérieur qui arrose de lumière les pièces adjacentes, et aménage un nouvel escalier dans la partie agrandie. Le sous-sol perd une chambre à la suite de l’élargissement de la rue, mais en gagne une sous la nouvelle terrasse aménagée dans l’entrée principale. Les finitions intérieures de la partie agrandie sont plus simples que celles du projet de Gaudí, comprenant principalement des sols en mosaïque, des murs de plâtre peints et des faux-plafonds de plâtre bordés de moulure. Dans les salles de bain, il utilise des dalles d’origine andalouse ornées de fleurs et d’une grenade au centre.

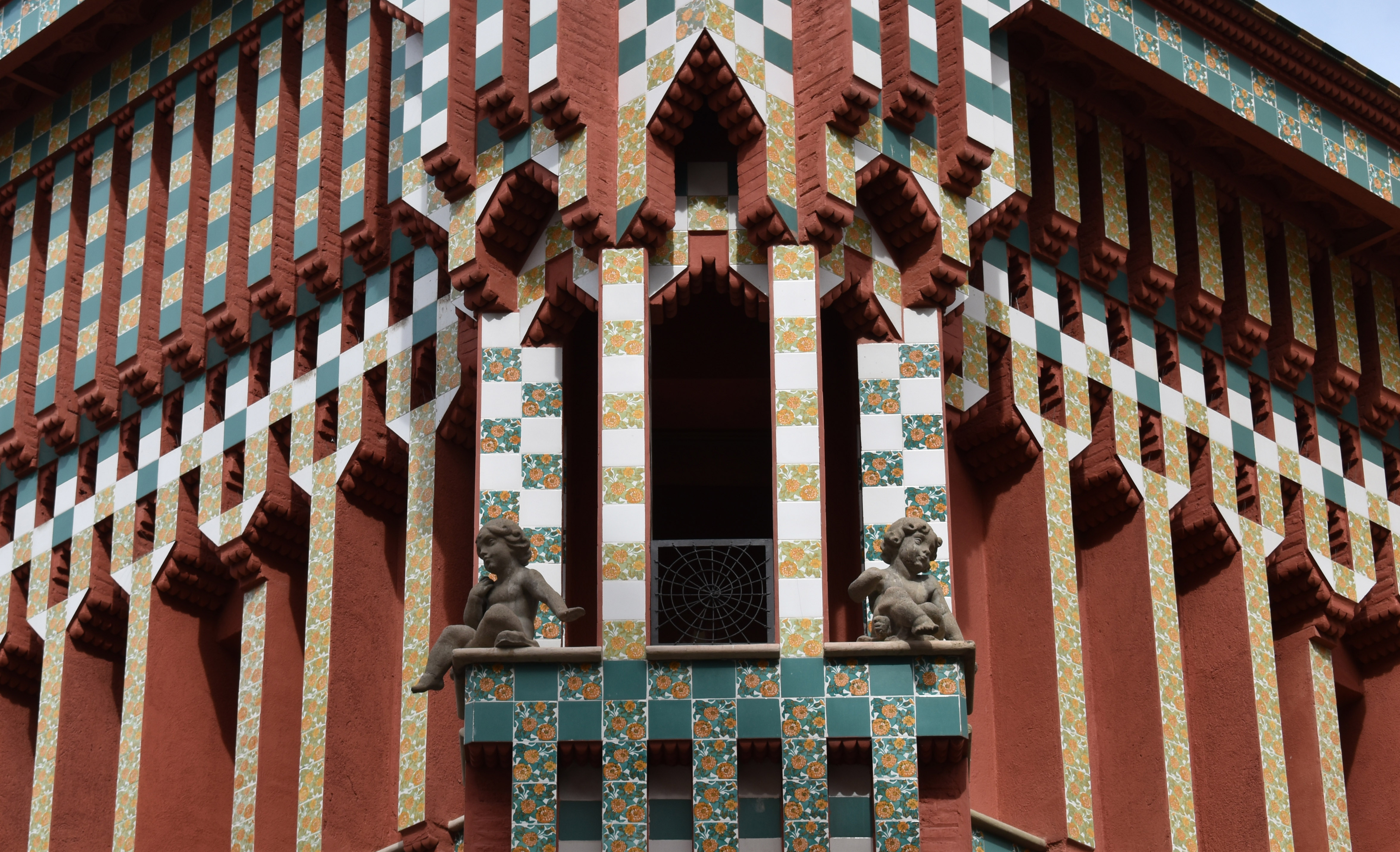
Putti en terre cuite situés dans le coin correspondant à l'extension Serra, à l'imitation des originaux d'Antoni Riba du projet gaudinien

En 1927, la municipalité de Barcelone décerne à la Casa Vicens le Prix du plus bel édifice pour la rénovation et l’agrandissement réalisés par Joan Baptista Serra, récompensant en second plan le travail de Gaudí. Le prix, d’une valeur de 1 000 pesetas, est remis le 5 mars 1929. Gaudí avait remporté ce prix en 1900 pour la Casa Calvet, l’un de ses ouvrages les plus conservateurs.
L’édifice fait l’objet d’un nouvel agrandissement en 1935, lorsque l’architecte Francisco Víctor Ortenbach Bertrán est chargé d’ajouter une nouvelle section au rez-de-chaussée, du côté de la façade ouest.
En 1946, une partie du jardin est vendue pour la construction de logements, y compris la cascade, qui est démolie, et l’ancien belvédère. La partie du jardin qui abrite la chapelle Santa Rita est séparée du reste.
En 1962, la veuve du Dr Jover, Ángela González Sánchez décède, laissant pour héritiers ses enfants Antonio, Gaspar, María de la Paloma et Fabiola. Après le partage de ses biens, la Casa Vicens revient à Fabiola, mariée au gynécologue Antonio Herrero López (Saragosse, 1914 - Barcelone, 2004), qui installe son cabinet dans la Casa Vicens. L’année suivante, une autre partie du jardin est vendue pour la construction de logements et la chapelle Santa Rita est démolie. La clôture aux feuilles de palmier nain est en grande partie démontée et certains panneaux sont réinstallés en différents endroits du Park Güell. La propriété présente alors sa taille actuelle et l’architecte Antonio Pineda Gualba se voit confier la rénovation du sous-sol et du rez-de-chaussée, dont les travaux se déroulent en 1964. Une entrée au sous-sol est alors aménagée au niveau de la rue, sous l’escalier de la porte principale.
La maison est restaurée en 1997 suivant un projet d’Ignacio Herrero, membre de la famille propriétaire et architecte de profession. Les travaux concernent principalement les façades et la toiture.
En 2001, à la mort de Fabiola, l’héritage est transmis à ses fils Antonio, Ignacio, Carlos María et Javier Herrero Jover.

### Distinctions
La Casa Vicens est classée Monument historico-artistique par le décret 1794/1969 du 24 juillet 1969 (Bulletin officiel de l'État du 20 août 1969). D’autres constructions de Gaudí sont également concernées : le temple expiatoire de la Sagrada Família, le Parc Güell, le Palais Güell, la Casa Milà, la Casa Batlló, le portail Miralles, la Casa Calvet, la Casa Figueras (Bellesguard), le pavillon Güell et le Collège Sainte-Thérèse à Barcelone ; la crypte de la Colonie Güell à Santa Coloma de Cervelló ; la Coopérative ouvrière des mataronais à Mataró ; la Casa Botines à León ; le palais épiscopal d'Astorga ; El Capricho à Comillas ; et les éléments liturgiques installés dans la chapelle principale de la cathédrale de Palma de Majorque. Le décret stipule que « l’œuvre de Gaudí présente un intérêt exceptionnel pour l’architecture contemporaine. La mécanique, la construction et l’esthétique s’unissent pour l’élever à un haut degré de sincérité. L’empreinte particulière qui ressort de toutes ses œuvres présente Gaudí comme un innovateur à la forte personnalité, ce qui n’empêche pas que nombre de ses solutions originales s’appuient sur la tradition architecturale, notamment sur le style gothique caractéristique de la région catalane. La figure de Gaudí, extrêmement appréciée de par le monde, a fait de son œuvre le représentant le plus intéressant et le plus pérenne des mouvements artistiques majeurs de notre époque ». Il définit également la Casa Vicens comme « l’un des premiers jalons du modernisme d’inspiration orientale, avec la nouveauté des façades polychromes en matériaux naturels aux textures variées combinées à des céramiques glacurées ».
En 1993, elle est classée Bien culturel d’intérêt national (BCIN), conformément aux dispositions de la loi 9/1993 du 30 septembre 1993 sur le patrimoine culturel catalan.
En juillet 2005, la Casa Vicens est classée Patrimoine mondial par l’Unesco. Trois autres réalisations de Gaudí sont également classées au Patrimoine mondial : la façade de la Nativité, la crypte et l’abside du temple expiatoire de la Sagrada Família, et la Casa Batlló à Barcelone, et la crypte de la Colònia Güell à Santa Coloma de Cervelló. Le Park Güell, le Palau Güell et la Casa Milà étaient déjà classés au Patrimoine mondial depuis 1984. Lors de son inscription, l’Unesco déclare que « ces ouvrages témoignent de la contribution exceptionnelle des créations de Gaudí à l’évolution de l’architecture et des techniques de construction à la fin du XIXe siècle et au début du XXe siècle. Ils sont l’expression d’un style éclectique et très personnel auquel son auteur a donné libre cours non seulement dans l’architecture, mais aussi le jardinage, la sculpture et de nombreux autres arts décoratifs ».

### Vente, restauration et ouverture au public
En 2014, la famille Herrero Jover vend la Casa Vicens à la banque andorrane MoraBanc, qui transforme l’édifice en maison-musée après des travaux de réaménagement. Elle ouvre ses portes au public le 16 novembre 2017.
La rénovation est réalisée par les architectes Elías Torres et José Antonio Martínez Lapeña, avec la collaboration de David García du cabinet d’architectes Daw Office SLP, entre 2015 et 2017. Entre autres modifications, mentionnons les suivantes : l’ancien escalier est remplacé par un escalier plus moderne adapté au nouvel usage de la maison comme musée, et un ascenseur est installé. Les volumes ajoutés en 1935 et 1964, qui avaient dénaturé l’œuvre d’origine de Gaudí, sont supprimés. La fenêtre en saillie fait l’objet d’une autre modification : les fermetures en verre sont remplacées par un système de jalousies basculantes aux formes géométriques et la fontaine retrouve sa place, comme dans le projet originel de Gaudí.

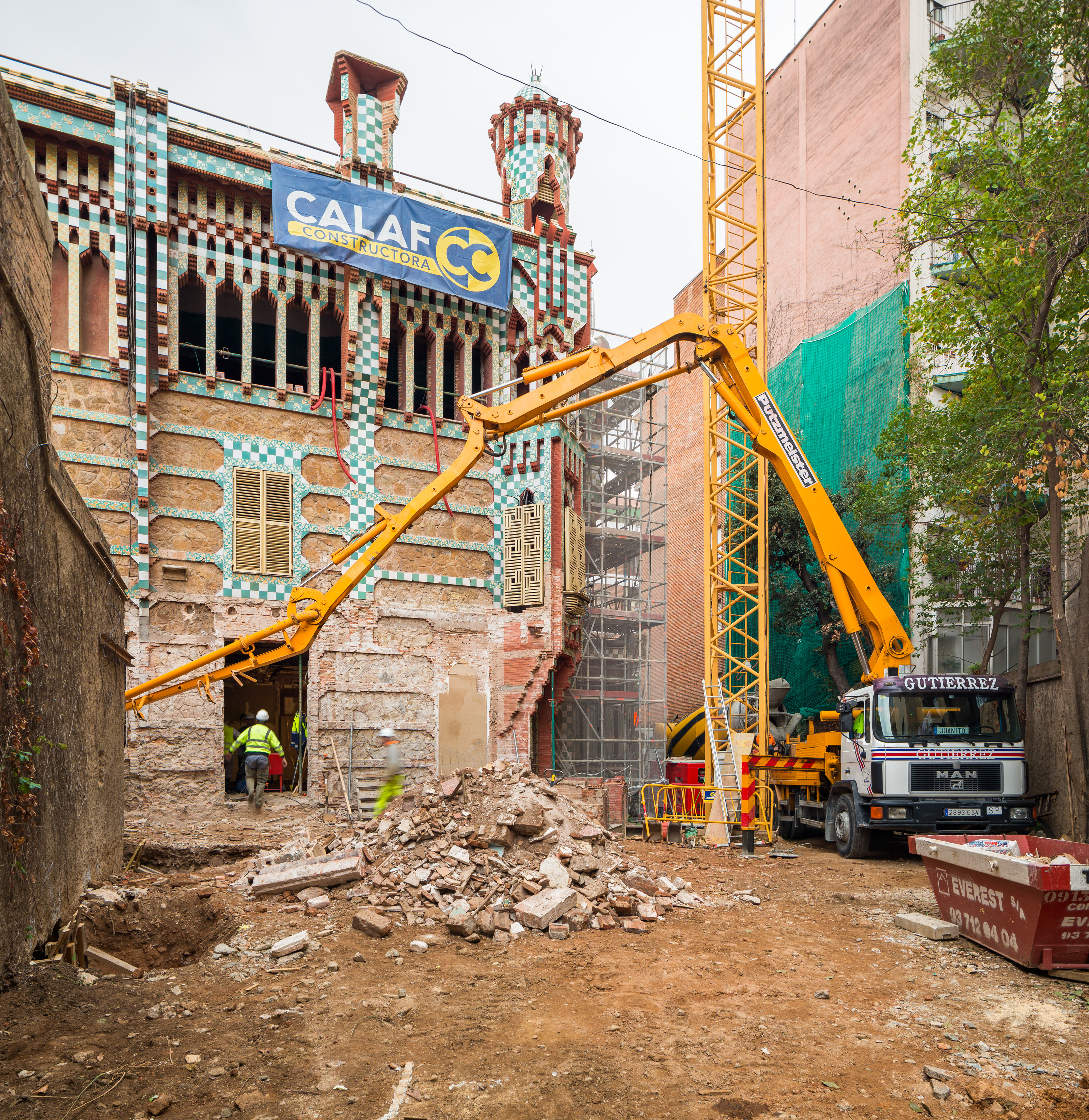
Casa Vicens pendant les travaux de restauration

Le parcours de la visite se concentrant sur les pièces du projet originel de Gaudí, l’agrandissement réalisé par Serra en 1925 est transformé en espace de réception pour les visiteurs au rez-de-chaussée, et d’espace pour les expositions permanentes et temporaires aux premier et deuxième étages. L’espace d’exposition du deuxième étage conserve une cheminée conçue par Gaudí pour la maison de Manuel Vicens à Alella, ainsi que des plans du projet dessinés par Gaudí et une maquette de la propriété à l’échelle 1:33. L’exposition est agrémentée de vidéos sur le projet de Gaudí. Le sous-sol abrite une boutique-librairie et un bar-cafétéria est aménagé dans un coin du jardin.
Pendant le processus de réhabilitation, les peintures de Torrescassana sont restaurées par l’entreprise Policromia en collaboration avec le Centre de restauration des biens meubles de la Généralité de Catalogne. Le travail consiste à nettoyer les tableaux, à retoucher la couche picturale et à consolider les supports. Certaines dalles en céramique abîmées sont également restaurées, un travail réalisé par Manel Diestre, de l’atelier de céramique Sot, qui utilise la même technique de pochoir que pour les originales. Les lampes de la maison sont également remises en état, un projet piloté par les architectes responsables de la restauration, assistés par divers spécialistes de différentes techniques telles que le bois, la céramique, le métal, la peinture murale, le tissu et la pierre.
Le projet de restauration est finaliste du prix d’architecture FAD en 2018, ainsi que de la 11e Biennale ibéro-américaine d’architecture et d’urbanisme en 2019. Il remporte le prix Réhabilitation lors de la première édition des Prix Lledó d’architecture ibérique en 2018 et est récompensé lors de la 14e Biennale espagnole d’architecture et d’urbanisme 2016-2017 en 2018. D’après le jury du FAD, « les architectes ont proposé une réhabilitation complète et très soignée de cette première réalisation de Gaudí ».
À la suite de la découverte de plans originaux établis par Gaudí, une reconstitution de la cascade conçue par l’architecte pour le jardin est réalisée en 2019 et installée au musée Agbar de les Aigües de Cornellà de Llobregat.

## Description

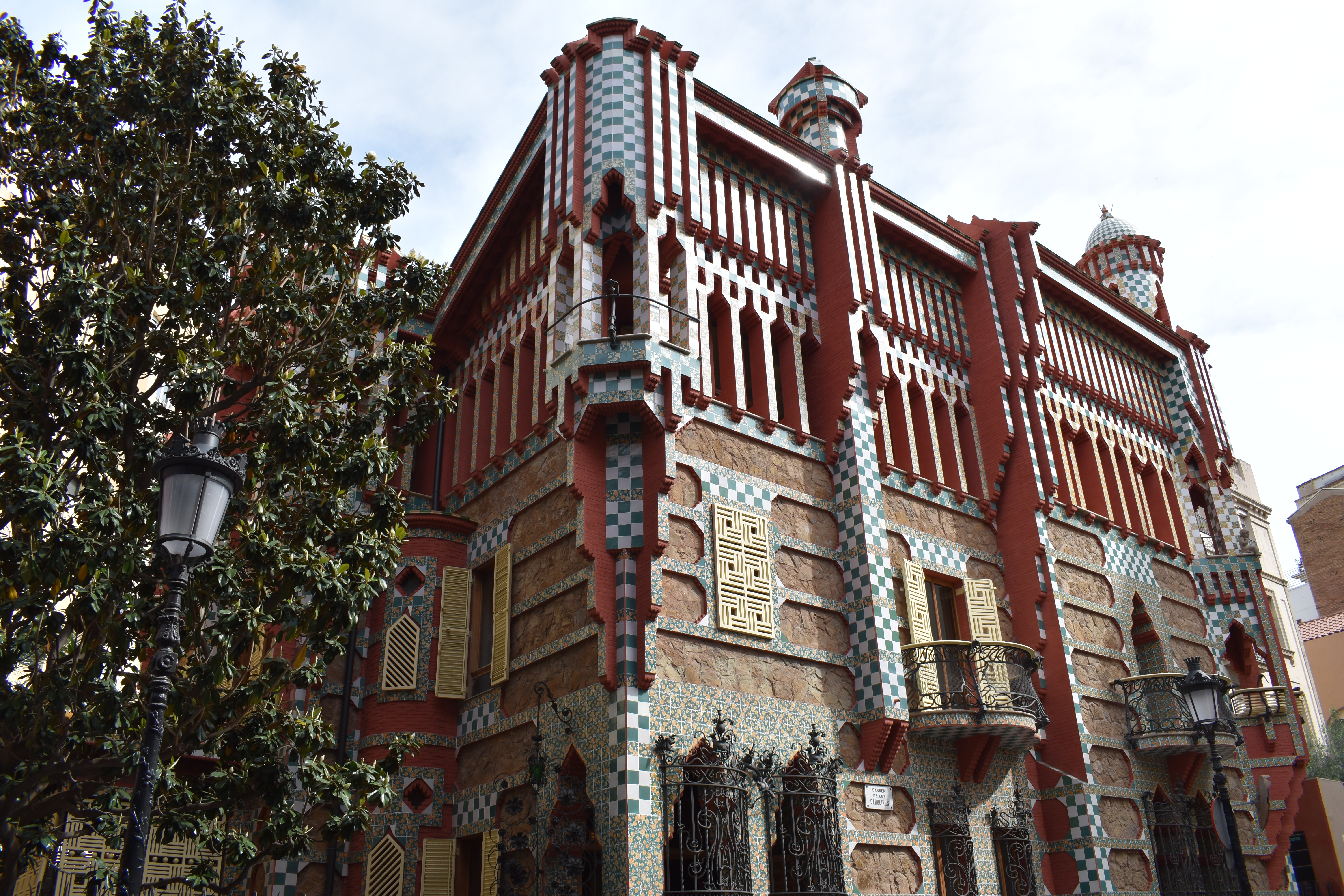
Vue depuis la rue des Carolines

Le terrain actuel a une superficie de 711 m2 et la surface construite est de 1 239 m2. La maison est répartie sur quatre niveaux ou étages : un niveau souterrain servant de cellier ; deux étages destinés à l’habitation, le premier avec une cuisine, une salle à manger et diverses pièces, et le second aux chambres ; et des combles pour le personnel de maison. Gaudí utilise la technique de construction traditionnelle catalane avec des murs porteurs et un plancher avec des entrevous et des solives en bois, encore bien loin de ce que seront ses futures solutions constructives basées sur la géométrie réglée, même si pour la cascade du jardin il a recours à l’arc parabolique, l’une de ses futures marques de fabrique. Pour les murs, il combine maçonnerie de pierres appareillées, briques apparentes et carreaux en céramique.
L’architecte réalise une demeure résolument estivale, totalement intégrée au jardin environnant. La structure est fondée sur la ligne droite, contrairement à sa préférence future pour la courbe, mais elle apporte du dynamisme grâce aux volumes en retrait et en saillie. Le bâtiment donne par ailleurs une impression de continuité spatiale entre l’intérieur et l’extérieur, grâce à la fenêtre en saillie du rez-de-chaussée et à la galerie du deuxième étage, ainsi qu’aux différents balcons et terrasses et à l’ensemble de jalousies installées sur les ouvertures. Tout cela confère au bâtiment une sensation de luminosité et de légèreté, presque comme une construction éphémère, qui constitue le premier manifeste architectural de sa carrière.

### Extérieur

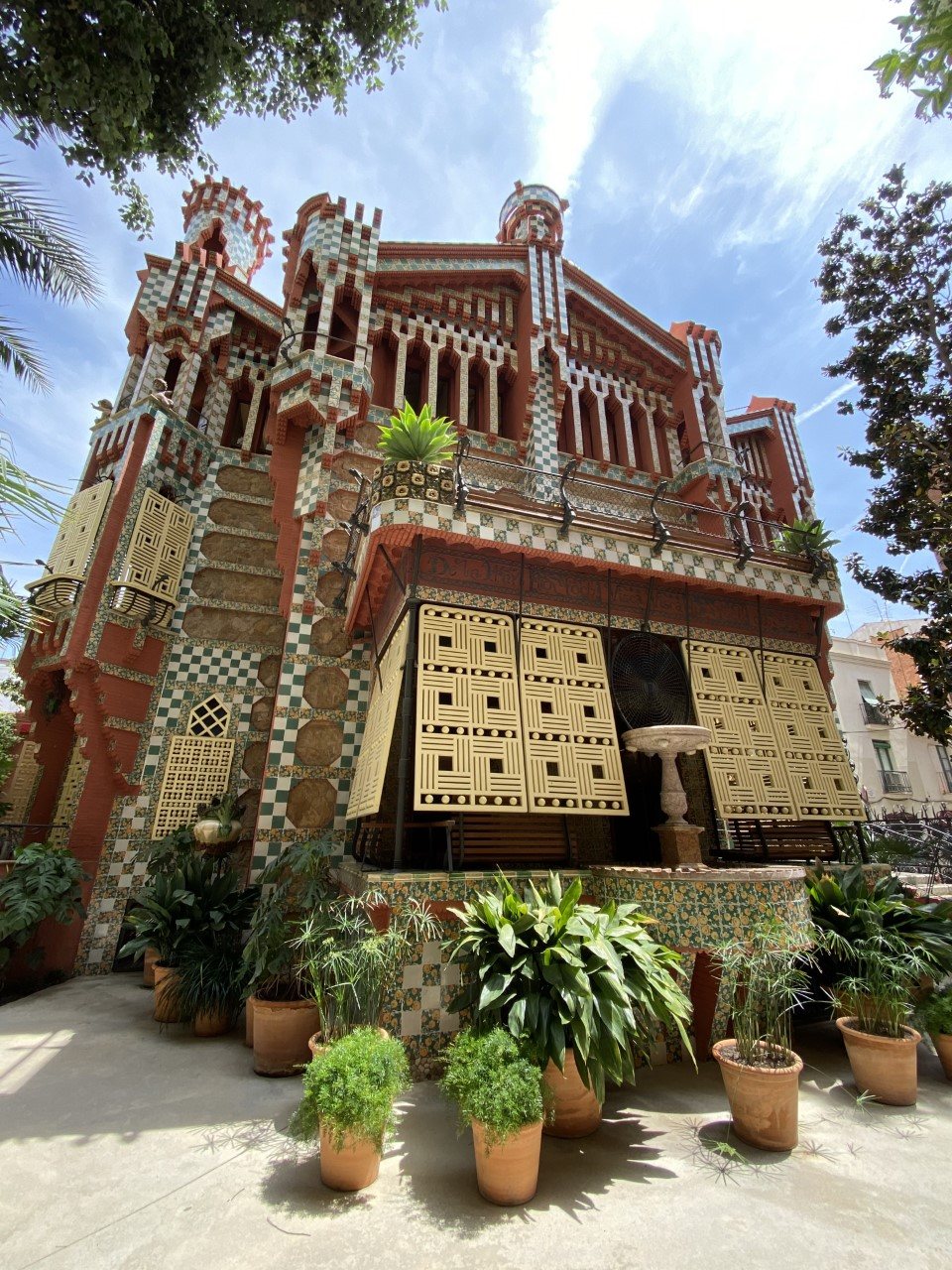
Façade jardin

La structure de la maison est fondée sur la ligne droite, les charges étant réparties sur des murs parallèles. Cette simplicité est atténuée par la richesse décorative, dans laquelle Gaudí déploie toute son imagination débordante. Les murs de la maison sont en maçonnerie alternée avec des rangées de carreaux en céramique, qui reproduisent des fleurs jaunes que Gaudí a trouvées sur le terrain de la maison avant sa construction, appelées œillets d’Inde ou œillets mauresques. Les carreaux ont une dimension modulaire de 15 cm.
Les murs aux volumes proéminents, caractéristiques de l’architecture islamique, sont remarquables. Les pierres de taille alternent avec des carreaux en céramique, aussi bien ceux à motifs végétaux que ceux de couleur verte et blanche en forme d'échiquier. Les différentes surfaces et les effets géométriques créent un clair-obscur qui accentue la diversité chromatique de l’extérieur. Au deuxième étage, la façade de la rue comme celle du jardin présentent une galerie continue d’arcs en mitre entourant la partie supérieure, fermée par des jalousies en bois de style oriental. Les angles sont pourvus d’oriels situés à 45 degrés, avec des balcons à encorbellement en brique. Les rebords des balcons sont ornés de putti en terre cuite d’Antoni Riba. La partie inférieure des saillies des fenêtres est bordée de grosses gouttes en forme de pyramide arrondie de 4 × 4 × 4 cm, qui alternent avec des caissons en forme de coquillages et de motifs végétaux.
La façade du rue de les Carolines, orientée sud-est, correspond à l’époque à l’entrée de la maison, qui est déplacée lors de la rénovation de 1925 en raison de l’élargissement de la rue et de la perte de l’espace de jardin existant autrefois entre cette façade et la grille d’entrée, qui est de trois mètres. Deux fenêtres habillées de grilles en fer forgé sont aménagées à la place de la porte. La moitié droite de cette façade, qui s’avance sur la rue par rapport à la moitié gauche, correspond à l’agrandissement de Serra. La façade originale mesure 7,5 m de long et en gagne sept autres avec l’agrandissement. Le premier étage arbore deux balcons aux formes arrondies, qui contrastent avec les formes droites de la façade. Sur le toit-terrasse, au centre de la façade originale, se dresse une cheminée, tandis que l’angle droit – correspondant à l’extension – est surmonté d’une tourelle.

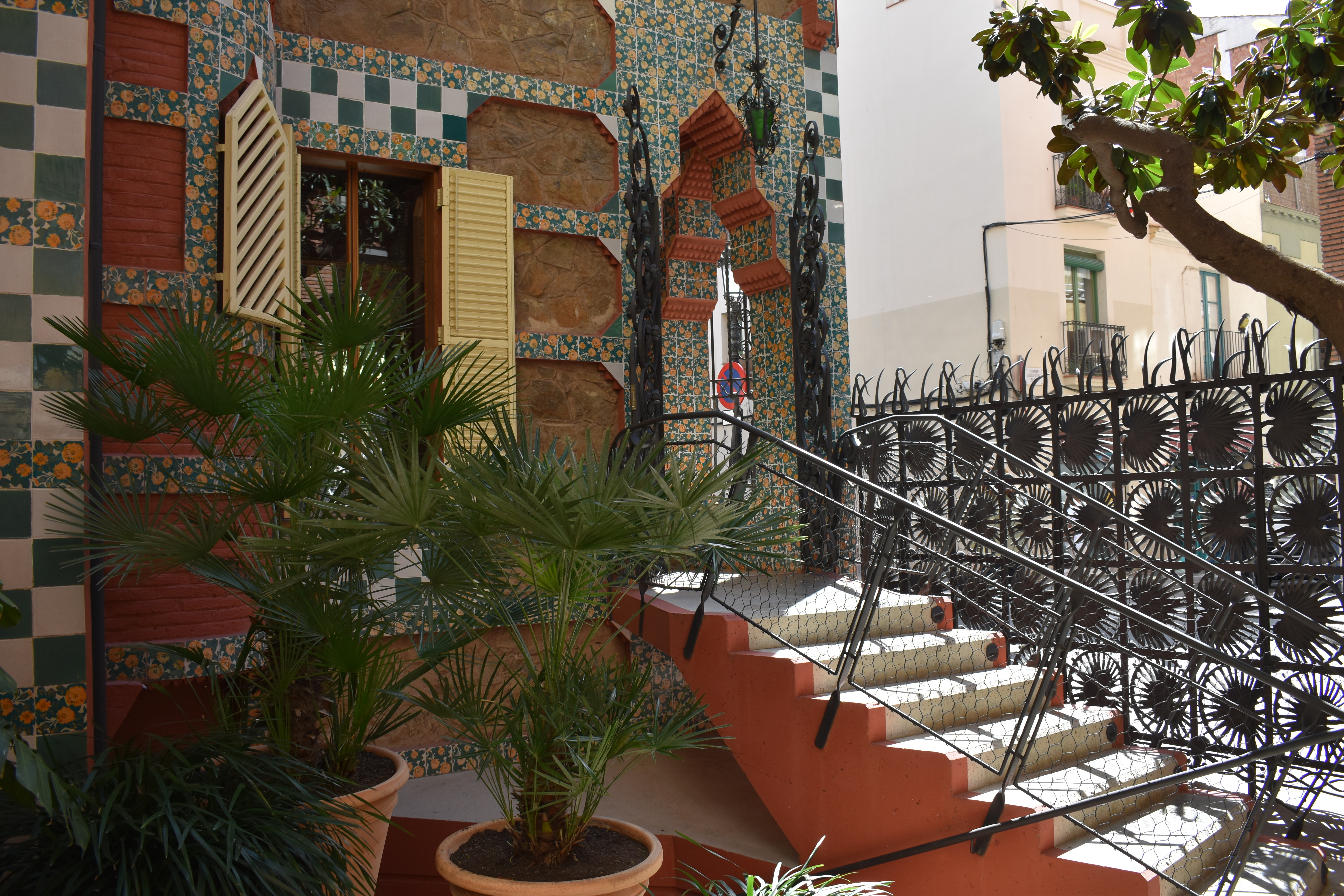
Entrée principale

La façade du jardin, orientée sud-ouest, est la façade principale du projet de Gaudí. Elle est structurée sur trois niveaux différents, un pour chaque étage : au rez-de-chaussée, la partie centrale est occupée par l’extérieur de la fenêtre en saillie, qui communique avec la salle à manger du rez-de-chaussée, flanquée à droite de l’entrée de la maison – une fenêtre dans le projet originel – et, à gauche, de la porte menant au fumoir ; au premier étage, plus sobre, se trouve un balcon qui donne sur les chambres ; le deuxième étage, qui correspond aux combles, est recouvert de carreaux en céramique et est couronné au centre par une cheminée, tandis que dans l’angle gauche s’élève un petite tourelle avec dôme. Cette tourelle correspond au point culminant de la maison, qui est de 17 m.
La partie extérieure de la fenêtre en saillie atteint 5,5 m de haut, en tenant compte de la terrasse supérieure. Au centre, la fontaine repose sur un corps adossé de base semi-circulaire, recouvert de carreaux en céramique ornés d’œillets. Les jalousies en bois qui ferment les ouvertures de la fenêtre en saillie mesurent 2 × 2 m. D’inspiration orientale, elles rappellent un type de volet japonais appelé shitomido. Gaudí découvre ce système lors d’une exposition d’architecture japonaise organisée à Barcelone en 1881. La terrasse située au-dessus de la fenêtre en saillie arbore des bancs en bois avec des garde-corps métalliques et des bacs à fleurs dans les coins, ornés de carreaux alternant fleurs et feuilles de tournesol, semblables à ceux utilisés dans El Capricho de Comillas.

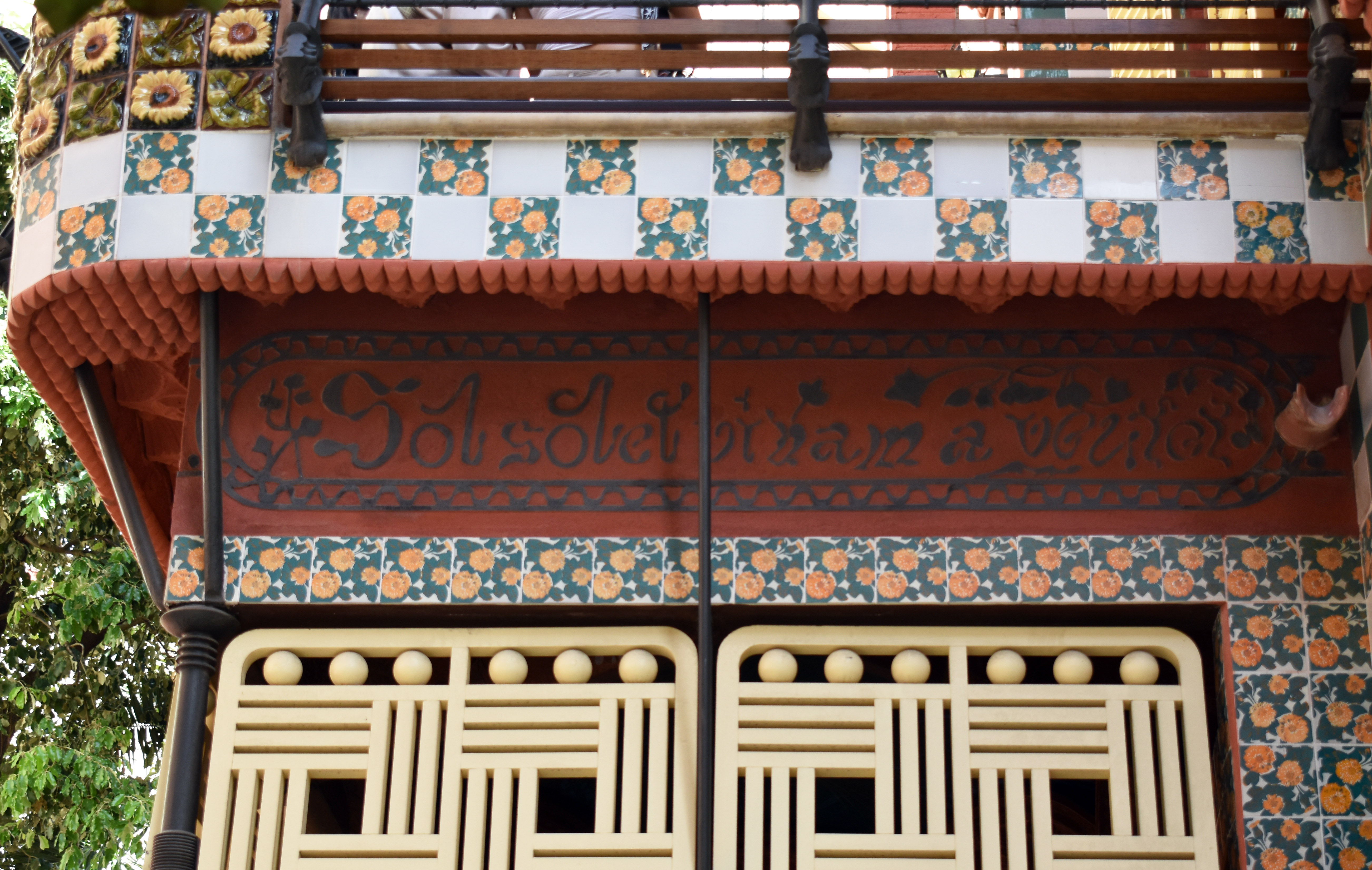
Inscription à la fenêtre en saillie: sol, solet, vinam a veure (« soleil, petit soleil, viens me voir »)

La frise de la fenêtre en saillie se compose de plusieurs phrases tirées de contes populaires catalans : « Sol, solet, vinam a veure » (« soleil, petit soleil, viens me voir ») sur le côté sud-est ; « Oh, la sombra d’istiu » (« oh, ombre d’été ») côté nord-ouest ; « De la llart lo foch, visca lo foch de l’amor » (« du foyer le feu, vive le feu de l’amour ») sur le mur sud-ouest.
La porte principale de la maison, contiguë à la fenêtre en saillie, date de la rénovation de 1925, puisqu’elle se trouvait auparavant sur la façade donnant sur la rue. Surélevée par rapport au sol, on y accède par une volée de marches avec une rambarde métallique. La porte est flanquée de deux battants en fer forgé à motifs floraux. Le haut de la porte prend la forme d’un arc en mitre rectiligne, décoré de grosses gouttes. Lors de la rénovation de 1925, une terrasse est aménagée devant cette porte, puis retirée lors de la restauration de 2017. Une lampe en fer forgé à motifs végétaux est suspendue au-dessus de la porte.

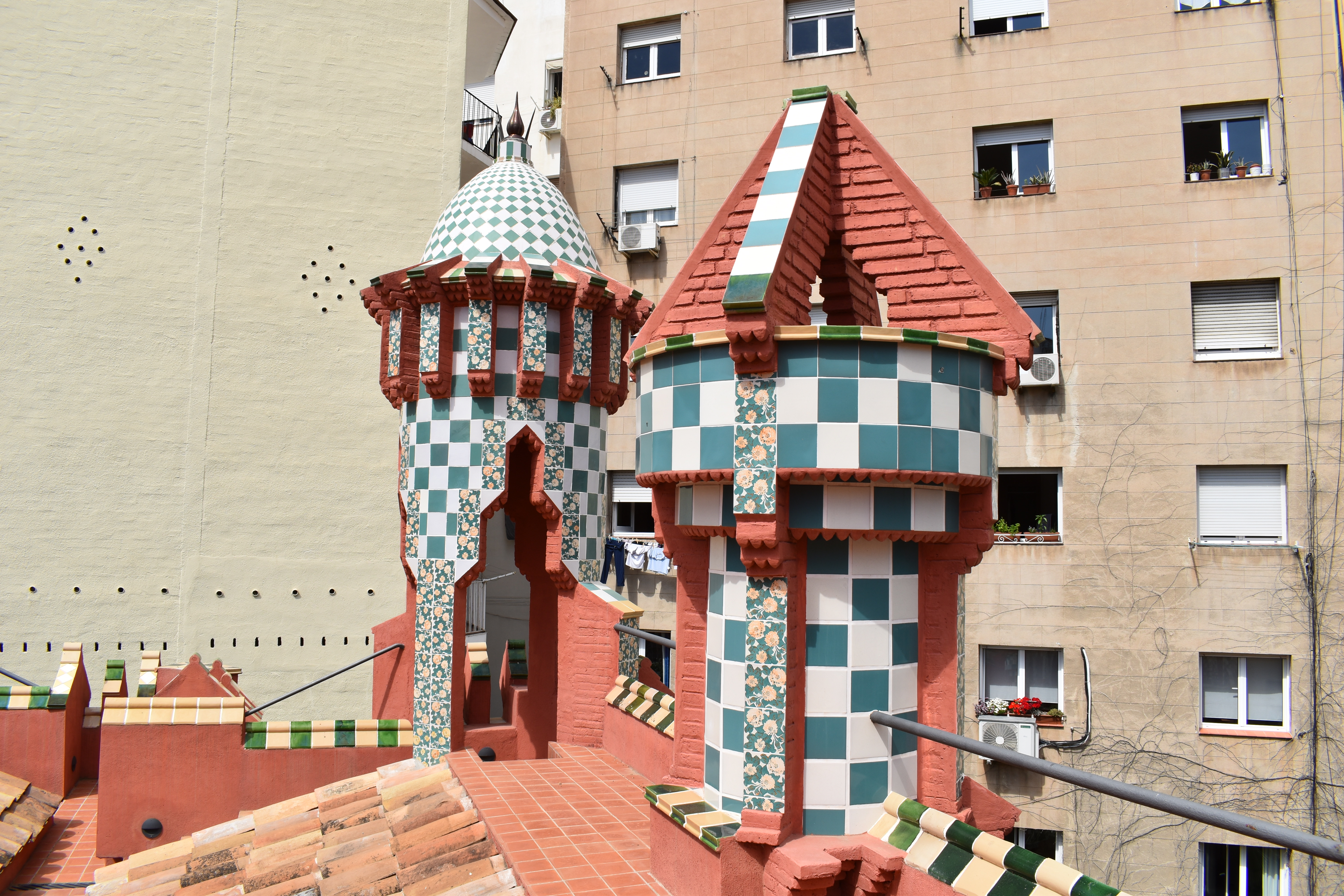
Cheminée et tourelle sur le toit

L’accès au fumoir se fait par une volée de quatre marches décorées de carreaux ornés d’œillets, avec deux rambardes en forme de spirale avec des fleurs aux tiges allongées. La porte en bois arbore des formes géométriques d’inspiration orientale. La fenêtre contiguë dispose également d’un volet en bois avec des pièces arrondies disposées alternativement à l’horizontale et à la verticale. Une lampe identique à celle de l’entrée principale est suspendue au-dessus de la porte. À côté de cet accès trône un vase en céramique orné de fleurs et d’une tête de faune.
Les deux autres façades arborent la même apparence que le reste. Sur la façade nord-ouest, comme sur celle donnant sur la rue, la moitié de la façade – dans ce cas la gauche – correspond à l’agrandissement de Serra. La façade nord-est est quant à elle l’œuvre originale de Serra, puisque dans le projet de Gaudí, ce côté de la maison est adossé au mur mitoyen du couvent voisin.
Le toit-terrasse a une superficie de 150 m2, dont 85 m2 correspondent à la maison originelle conçue par Gaudí et le reste à l’agrandissement de Serra. Les deux projets diffèrent également au niveau de la toiture : le toit-terrasse d’origine présente quatre plans inclinés construits sur les poutres en bois du toit des combles, recouverts de rangées de tuiles creuses, avec un chemin de ronde avec des dalles en céramique cuite permettant d’accéder à la tourelle située à l’angle et aux cheminées ; la partie construite par Serra présente une terrasse plate, avec des marches menant à l’autre tourelle située à l’angle opposé. Ces tourelles – celle de Serra est une fidèle copie de l’original de Gaudí – sont recouvertes de carreaux en céramique, combinant œillets et damier vert et blanc, avec un dôme surmonté d’une flamme en bronze. Les cheminées sont en briques également recouvertes de carreaux en céramique. L’accès à cet espace se fait par l’ancienne grille d’entrée du Carrer de les Carolines, lorsque l’entrée principale se situait côté sud-est, retirée lors de la rénovation de 1925. Elle présente des motifs floraux aux tiges circulaires.
L’accès de la rue est doté d’une grille ornée de feuilles de palmier nain et de fleurs d’œillet, conçue par Matamala et réalisée par Oñós. Elle fait 2,3 m de haut. La grille est couronnée par deux lampes installées lors de la rénovation de 1925, attribuées à l’atelier de Bonaventura Batlle.
Le site actuel possède un jardin, beaucoup plus petit que celui d’origine, mais qui vise à reconstituer du mieux possible l’espace paysager conçu par Gaudí. Les plantes se composent de palmiers (Phoenix, Trachycarpus), de magnolias, de roses et de plantes grimpantes. Dans le jardin se trouve également une niche imitant celle de l’ancienne tourelle qui abritait l’image de sainte Rita, reconstruite par les architectes chargés de la restauration du site, mais sans l’image de la sainte.

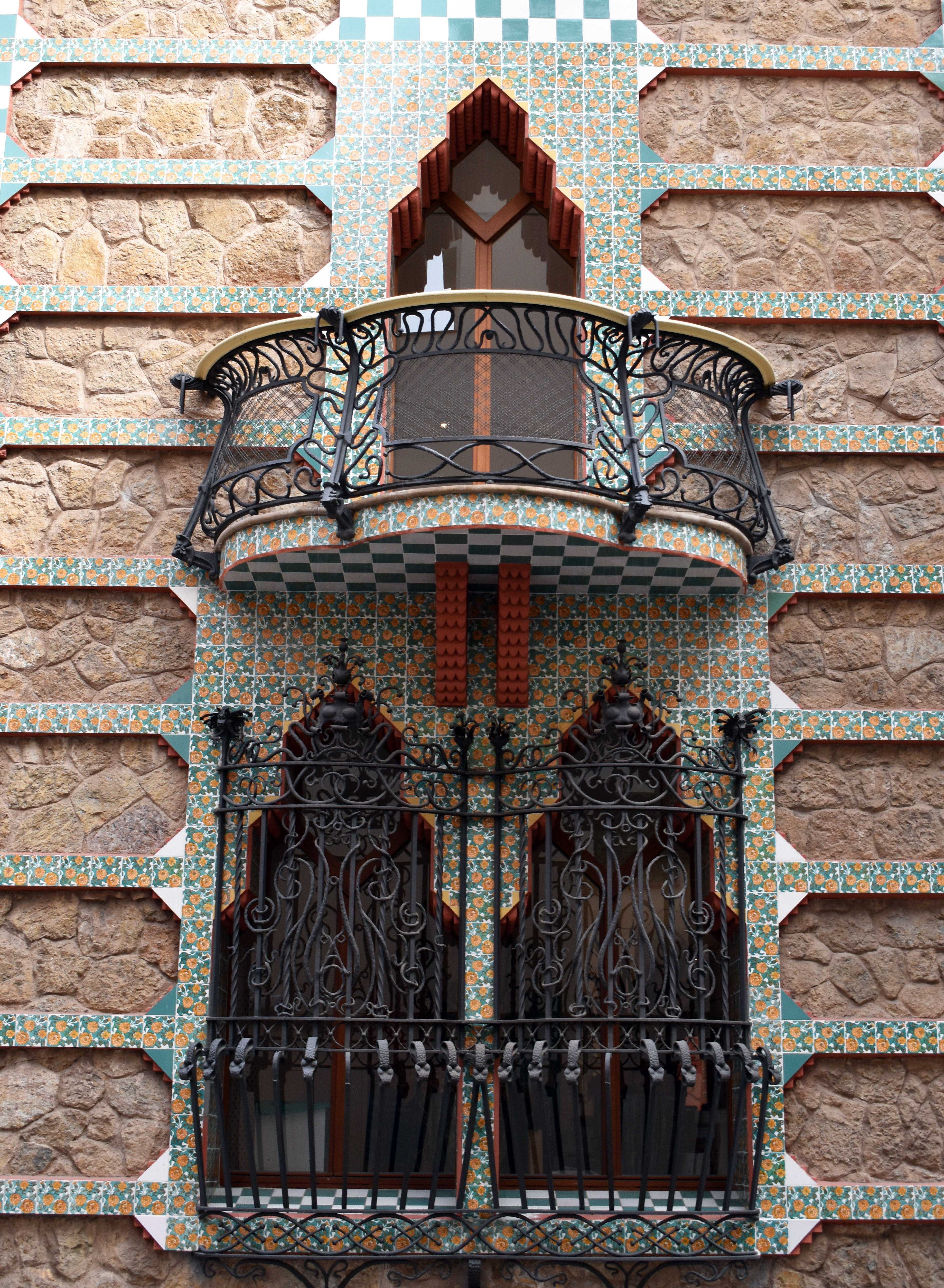
Fenêtres avec grille en fer forgé et balcon supérieur
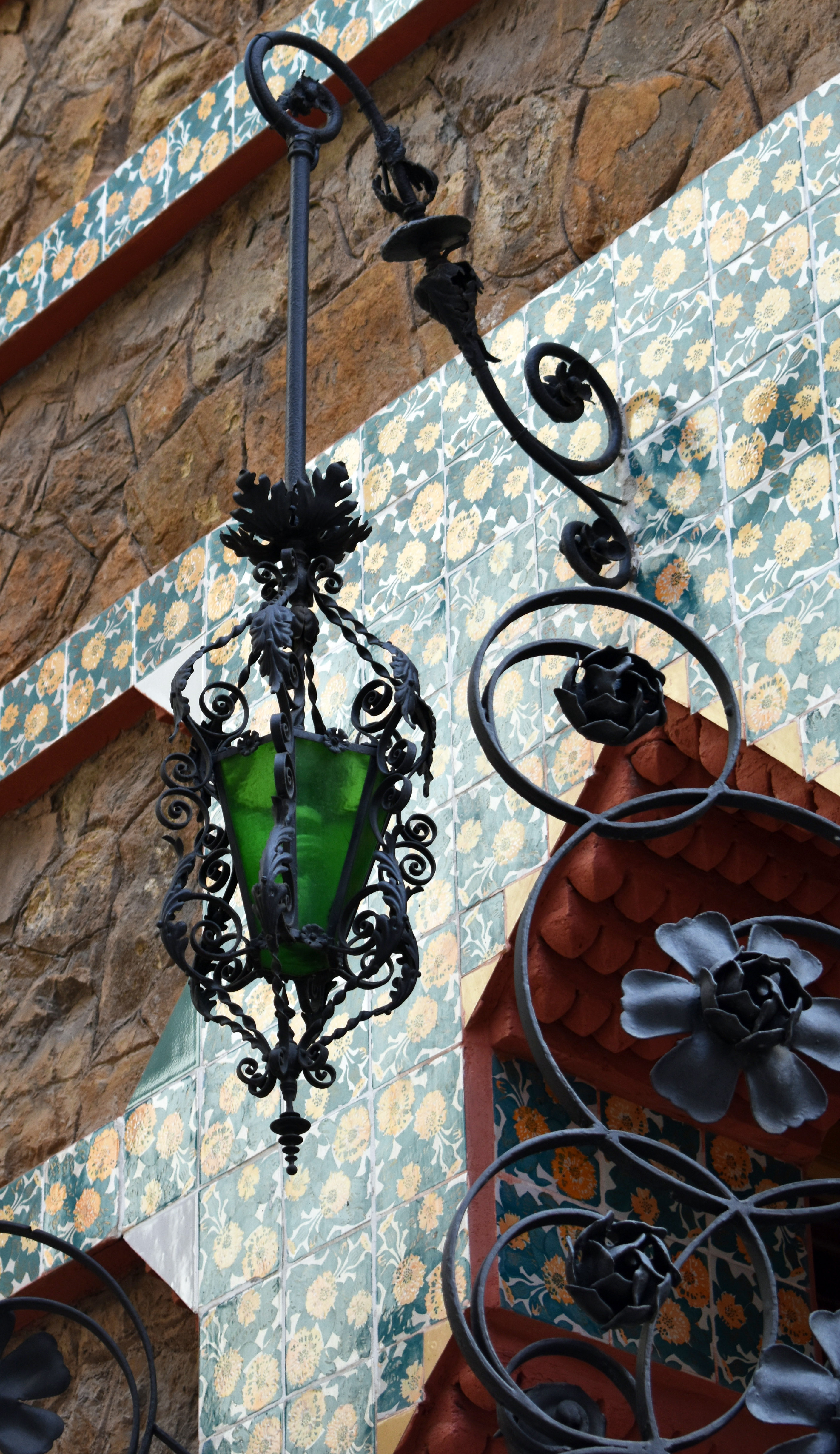
Lampe de porte d'entrée
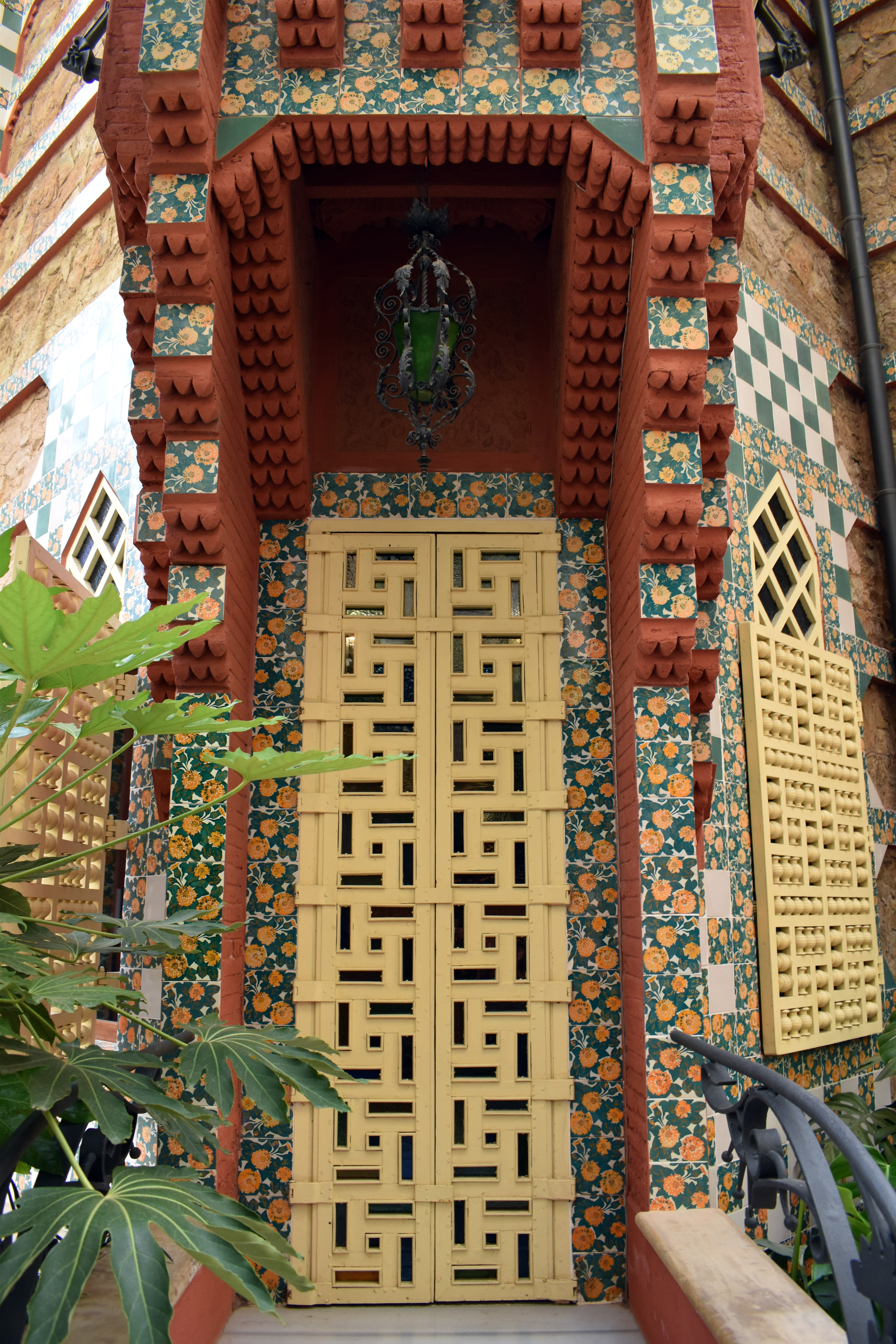
Porte de fumoir
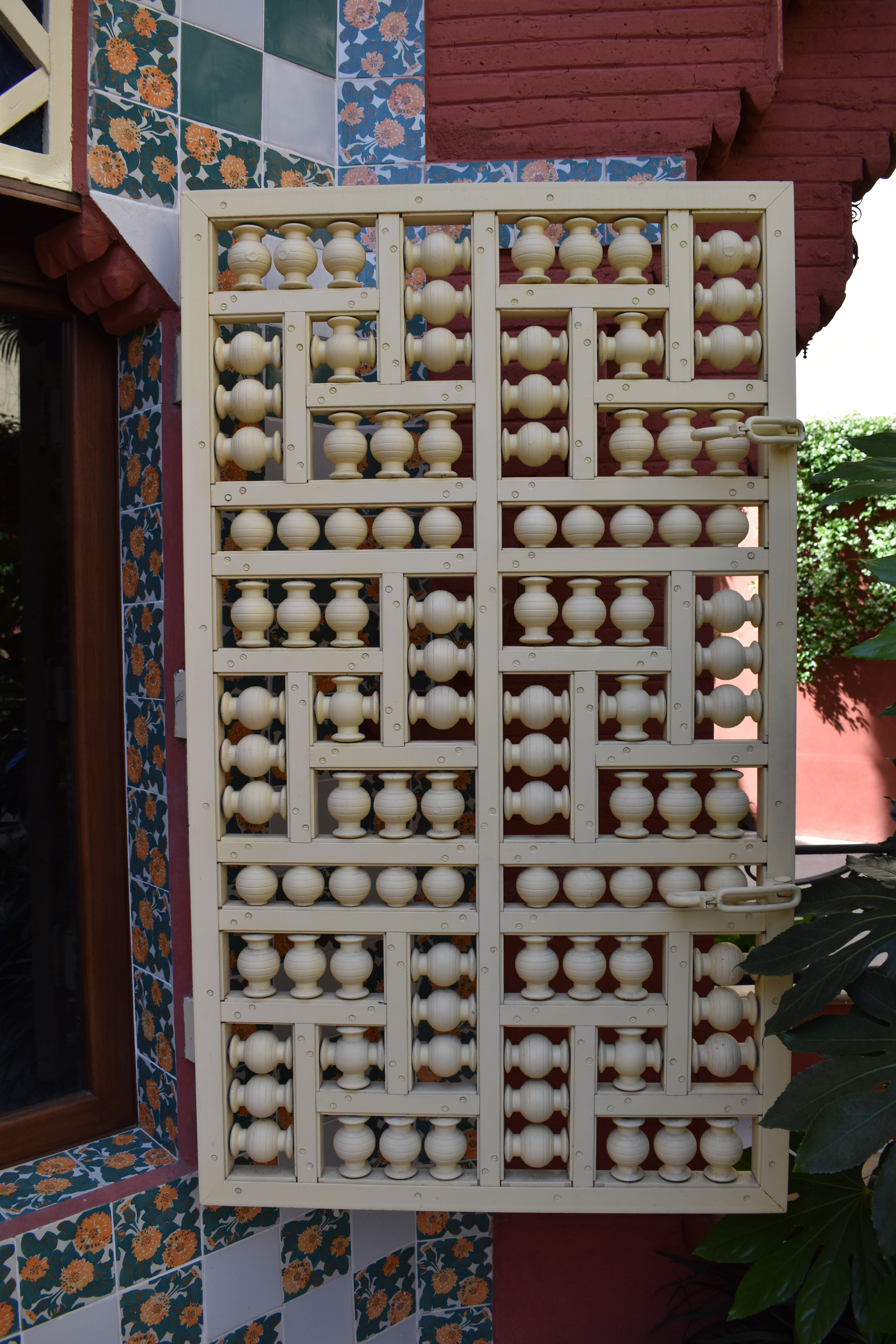
Fenêtre de fumoir
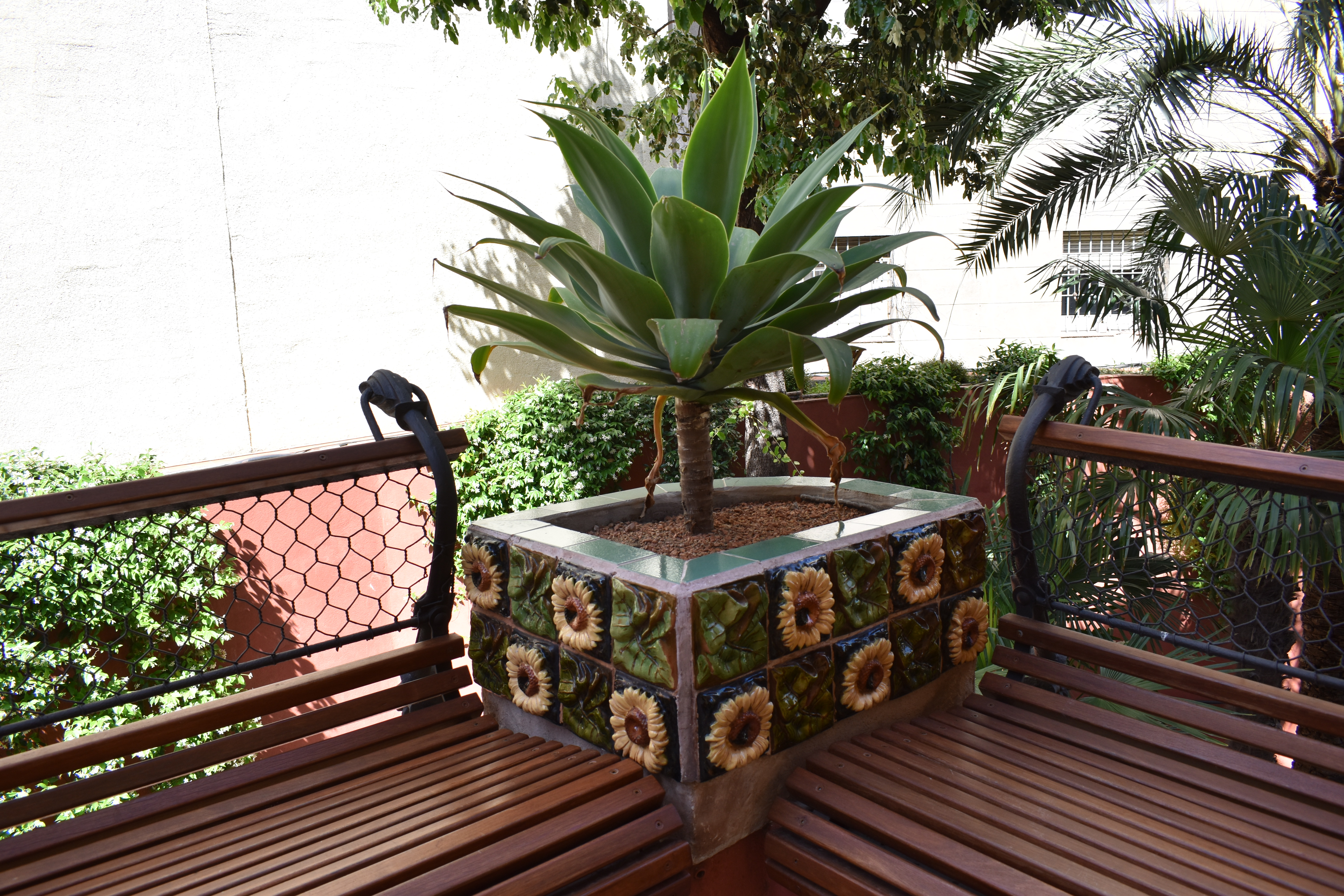
Jardinière avec tuiles fleuries et feuilles de tournesol
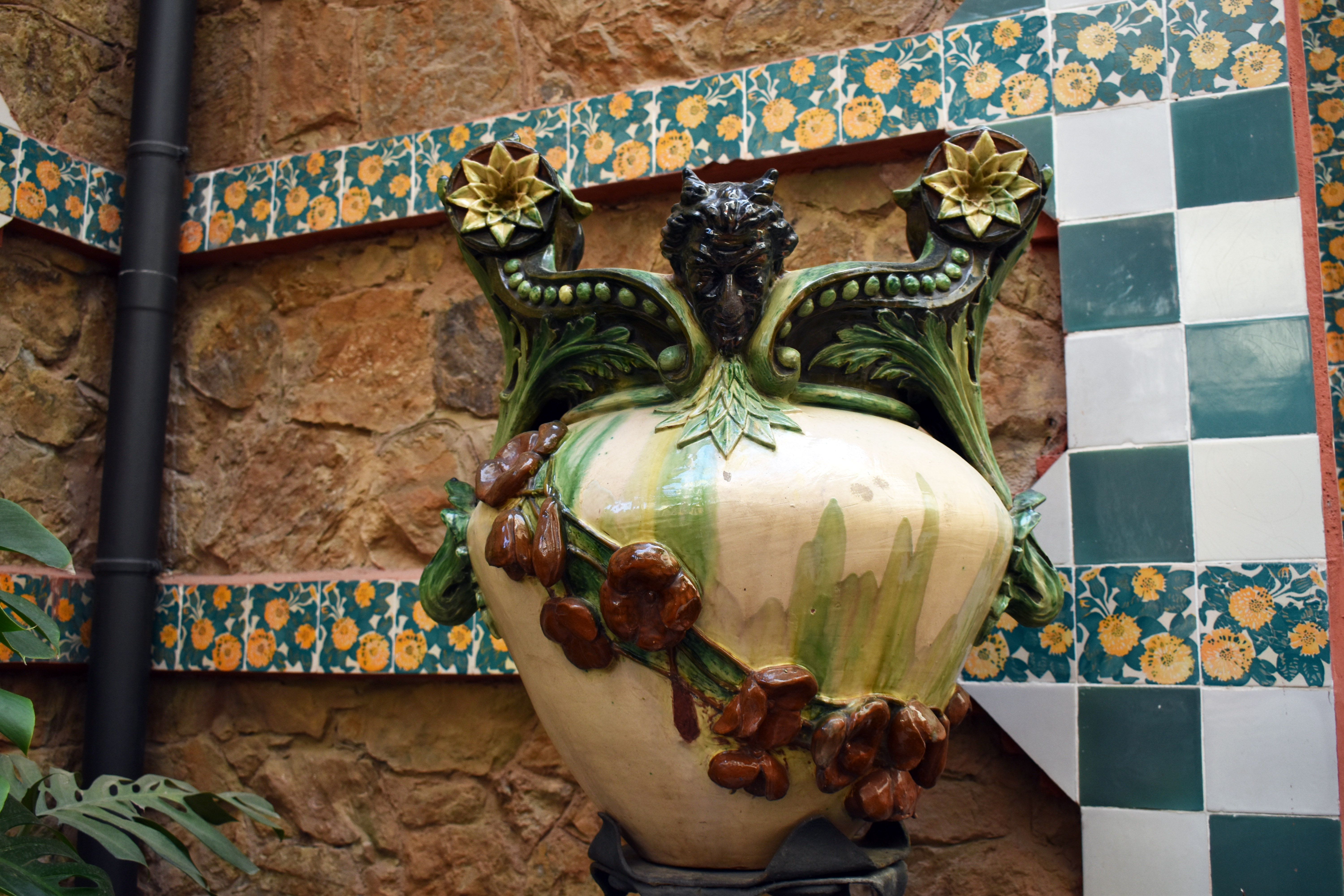
Vase en céramique

### Intérieur

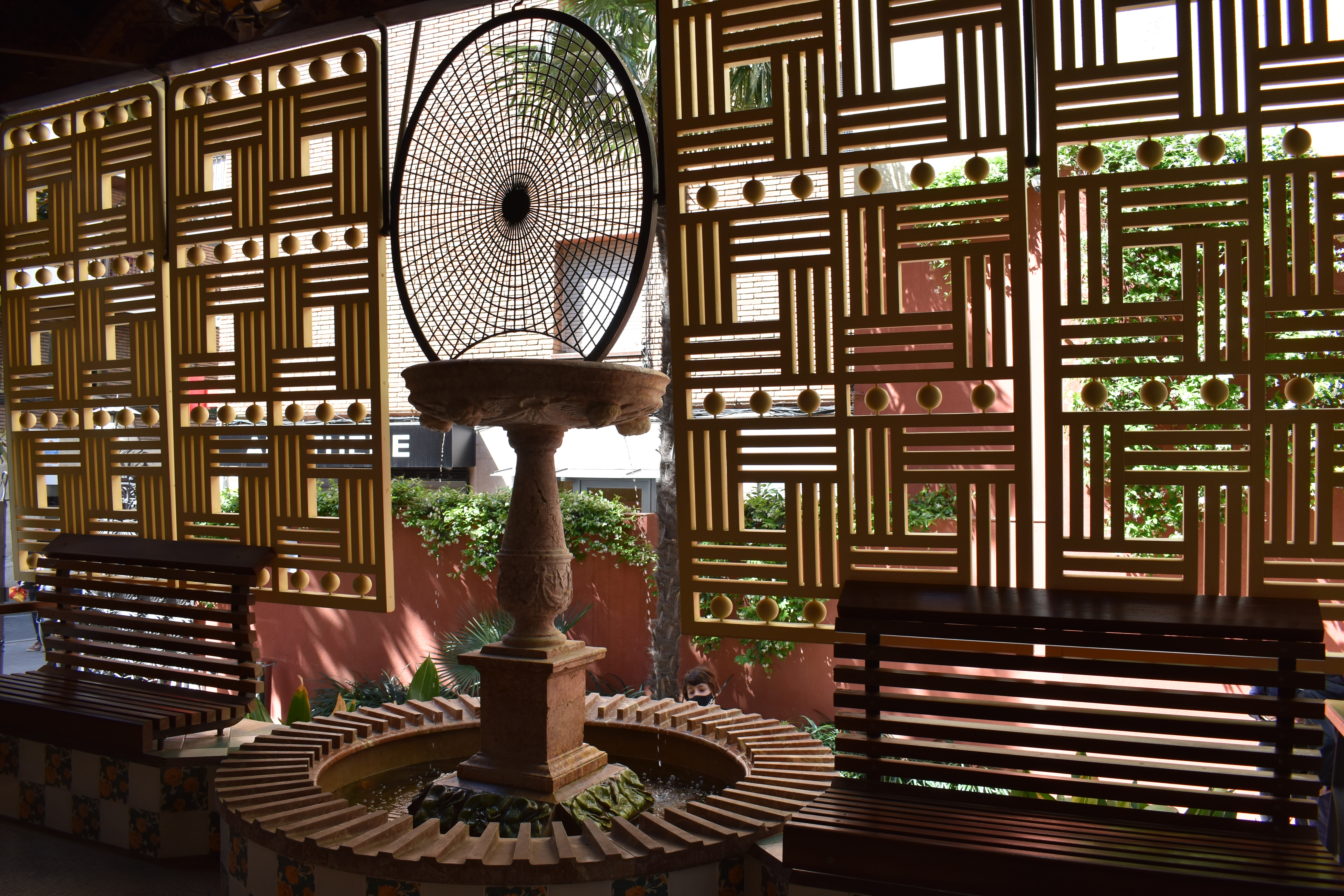
La fenêtre en saillie vue de l'intérieur

L’intérieur de la maison est constitué de murs en maçonnerie, avec des voûtes plates au sous-sol et des plafonds avec des poutres en bois aux autres étages. Gaudí sépare les différentes pièces au moyen de petits vestibules hexagonaux, afin de pouvoir les isoler en fermant simplement les portes. L’architecte conçoit une structure fonctionnelle, attribuant à chaque étage un usage spécifique : le sous-sol pour le cellier ; l’étage noble pour les usages publics de la famille, notamment la salle à manger, la fenêtre en saillie, le fumoir, la cuisine et la buanderie ; le premier étage pour les chambres, les salles de bain et la bibliothèque ; et les combles pour loger le personnel de maison. Gaudí dessine tous les meubles de la maison, y compris les portes coulissantes et les serrures en laiton fondu des armoires.
L’accès à la maison se fait par l’étage noble (162 m2), qui se compose d’un vestibule, d’une salle à manger, d’une fenêtre en saillie et d’un fumoir comme pièces principales. La porte d’entrée mène à un porche donnant sur le vestibule. La porte est en bois, ornée d’un quadrillage serti de moulures circulaires. Le vestibule présente un plafond de poutres en bois avec des moulures polychromes, ainsi que des sgraffites à motifs végétaux sur les murs. Une lampe en fer forgé et en verre, de style islamique, postérieure à l’œuvre de Gaudí, est suspendue au plafond.

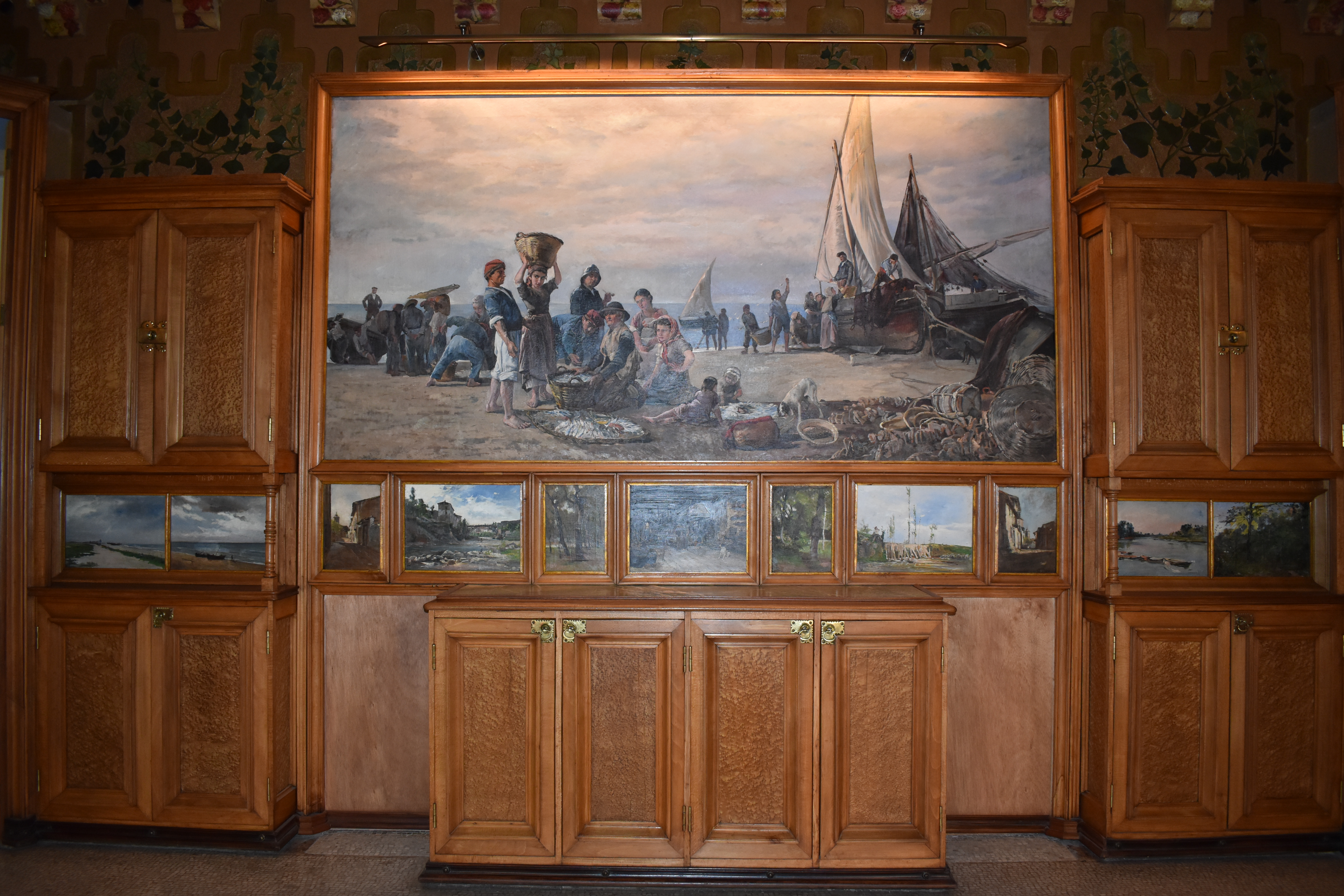
Salle à manger

La salle à manger (32 m2) est décorée de lierres grimpants en stuc sur fond doré sur les surfaces non boisées et non carrelées, alternant avec du carton-pierre à motifs de fruits et de feuilles d’arbousier entre les poutres du plafond. Le sol est en mosaïque romaine opus tessellatum. Sur le mur donnant sur la fenêtre en saillie trône une cheminée bordée de céramiques glacurées en relief. Les voûtes sont décorées de motifs de cerisier et de coquillages en plâtre polychrome. Les jambages séparant la salle à manger de la fenêtre en saillie sont également décorés de peintures de Francesc Torrescassana représentant des motifs naturels (faune et flore) tels que des moineaux, des colibris, des hérons, des grues et des flamants roses. Tous les oiseaux sont représentés en vol, à l’exception des flamants roses de la partie inférieure, tandis que les feuilles se balancent dans le vent. Au total, il y a vingt-quatre figures d’oiseaux. Les armoires de la salle à manger, dessinées par Gaudí, forment un ensemble avec les cadres dans lesquels sont logés les tableaux de Torrescassana. L’architecte conçoit également les verrous, tous différents, démontrant ainsi sa connaissance des différents métiers artistiques. Les deux portes d’entrée de la salle à manger arborent deux figures en terre cuite de style orientaliste, réalisées par Antoni Riba, un homme et une femme, probablement une odalisque.

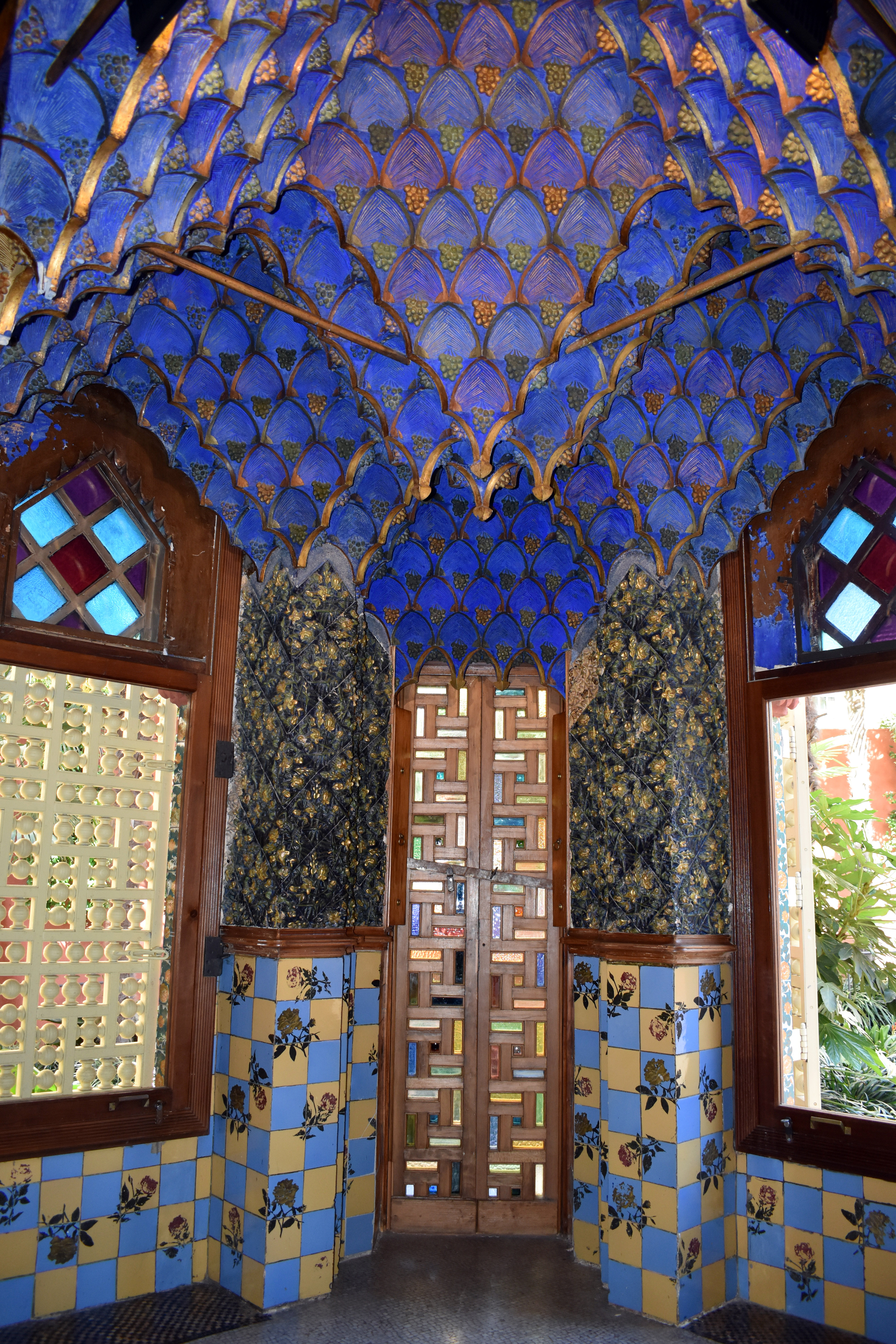
Fumoir

La salle à manger donne sur la fenêtre en saillie (13 m2), qui est ouverte sur l’extérieur grâce à un système de jalousies d’inspiration orientale. Au centre, elle abrite une fontaine formée par un font baptismal de style plateresque, de forme circulaire, surmonté par un piédestal carré bordé de carreaux aux feuilles de tournesol, sur lequel s’élève une colonne de marbre couronnée d’une vasque circulaire, dont la base est ornée de têtes de chérubins d’où jaillit l’eau ; la fontaine est surmontée d’une grille métallique elliptique semblable à une toile d’araignée. La fontaine est flanquée de bancs en bois. La pièce est décorée avec des carreaux en céramique ornés d’œillets, tandis que le plafond arbore des sgraffites avec des motifs de grenades et d’hortensias, et des peintures à la tempera en trompe-l’œil représentant un ciel vu à travers des feuilles de palmier nain. La séparation entre les deux pièces était autrefois assurée par des portes coulissantes réalisées par Eudald Puntí.

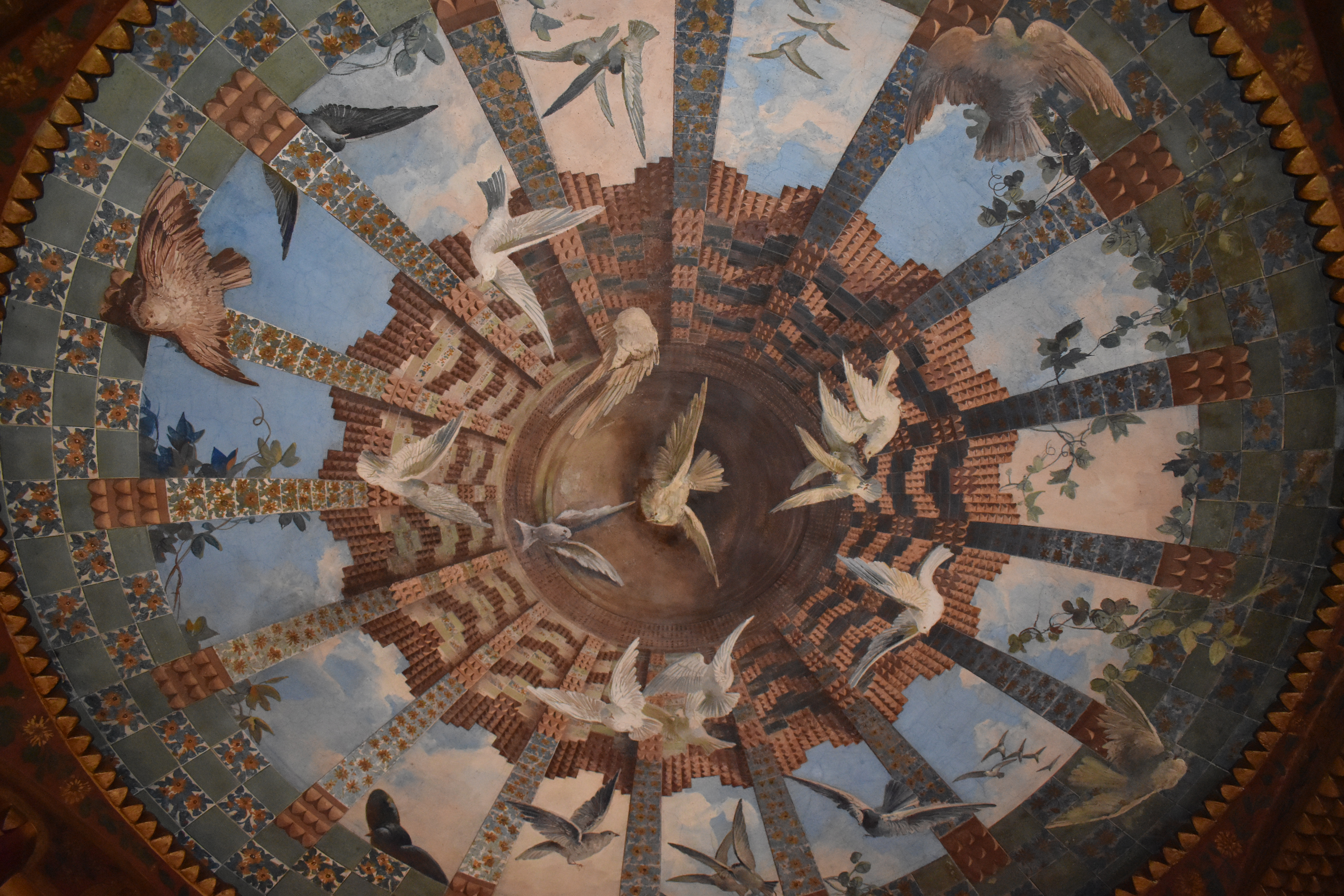
Coupole du salon

Le fumoir (10 m2) attenant à la salle à manger est l’une des pièces les plus singulières de la maison, avec une voûte plate avec tirants recouverte d’un faux-plafond de muqarnas de style islamique en forme de stalactites en plâtre polychrome, qui reproduit des feuilles de palmier et des grappes de dattes. Les murs sont recouverts de dalles de carton-pierre aux tons or, bleu et vert, ainsi que d’un soubassement bleu et ocre, avec des roses rouges et jaunes peintes à l’huile. Ces dalles de carton-pierre ont été fabriquées par Hermenegildo Miralles, l’un des clients de Gaudí, pour qui il construit l’entrée de la propriété Miralles. Cette pièce dispose d’une porte en bois menant au jardin, réalisée avec une trame de style chinois. La pièce est à l’époque meublée d’une table basse pliante et de tabourets bas, et dispose d’un hookah ou narguilé pour fumer du tabac. La famille Jover ajoute une lampe de style islamique, en verre translucide orné de lettres arabes, qui est retirée en 2020 lors du processus de restauration car elle ne correspond pas au projet originel de Gaudí.
Le premier étage (143 m2) est occupé par les chambres : la chambre principale se situe au-dessus de la salle à manger, avec une terrasse érigée sur la fenêtre en saillie ; il comporte également un salon, situé au-dessus du fumoir, une salle de bain, un vestiaire avec lavabo, mais aussi une chambre d’amis et une autre pièce faisant probablement office de bureau ou de bibliothèque. Ces pièces sont décorées de fresques à motifs végétaux inspirés des plantes du torrent de Cassoles tout proche (roseaux, joncs et fougères). La chambre principale (34 m2) présente un plafond à entrevous en céramique avec des sarments de vigne compacts de couleur verte. Elle compte également une terrasse au-dessus de la fenêtre en saillie du premier étage, avec un banc en bois et une grille en fer. Le salon se distingue par une coupole arborant une peinture en trompe-l’œil d’influence baroque qui reproduit la coupole de la tourelle qui s’élève au-dessus de cette pièce, tournée vers le ciel et avec un groupe de colombes blanches en vol, ainsi que des branches de plantes grimpantes sur le rebord. Cette pièce a également un soubassement de carreaux de couleur bleue, blanche et ocre. Dans l’angle, il y a un balcon avec des bancs en bois et une fermeture de jalousies orientales semblables à celles que l’on retrouve dans le reste de la maison. Le vestiaire (7 m2) a deux portes d’accès et des plinthes en damier blanc et bleu bordées de carreaux de couleur ocre, avec un plafond à poutres à motifs floraux et des corbeaux ornés de marguerites sur fond bleu. La salle de bain (6 m2) a un sol en terrazzo gris et des murs carrelés, alternant des tons ocre avec un damier blanc et bleu, ainsi qu’une frise de carreaux avec des fleurs peintes à l’huile, unique dans toute la maison ; le plafond arbore des poutres avec des reliefs en céramique de feuilles de lierre. Le lavabo (1,4 m2) est quant à lui revêtu de carreaux à motifs de roues et d’étoiles.
Le deuxième étage (150 m2), destiné aux chambres du personnel de maison, est actuellement occupé par un espace d’exposition. Gaudí conçoit cet étage dans un style plus austère, adapté à ses fonctions, avec des murs unis, un sol dallé et un plafond à poutres en bois. Il dessine un espace ouvert avec de hauts plafonds, faisant office de régulateur thermique de l’édifice.
Le sous-sol, dont le plafond est en voûte catalane, est à l’époque utilisé comme cellier et cave à charbon. Aujourd’hui, il abrite la boutique du musée.

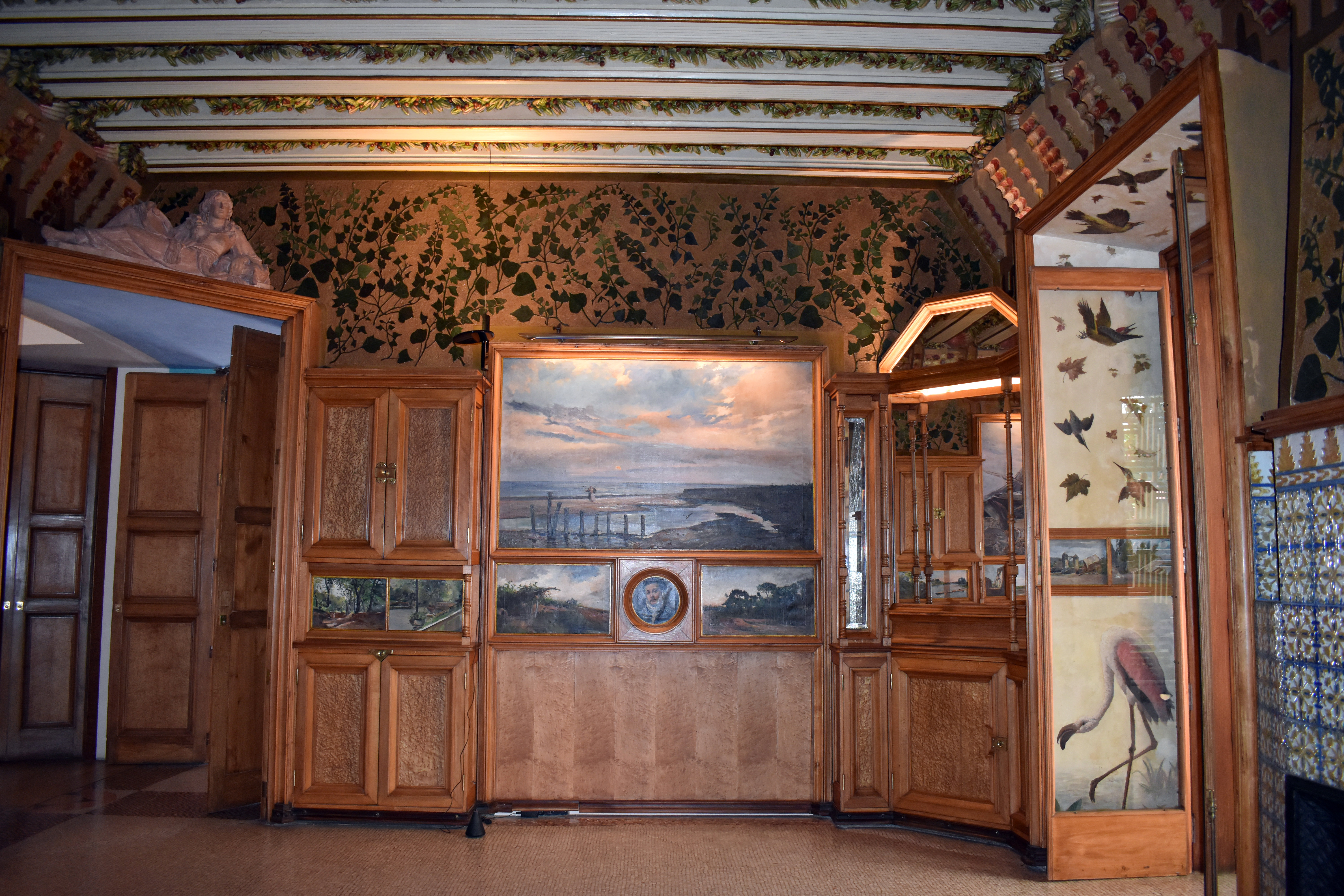
Salle à manger côté sud-est
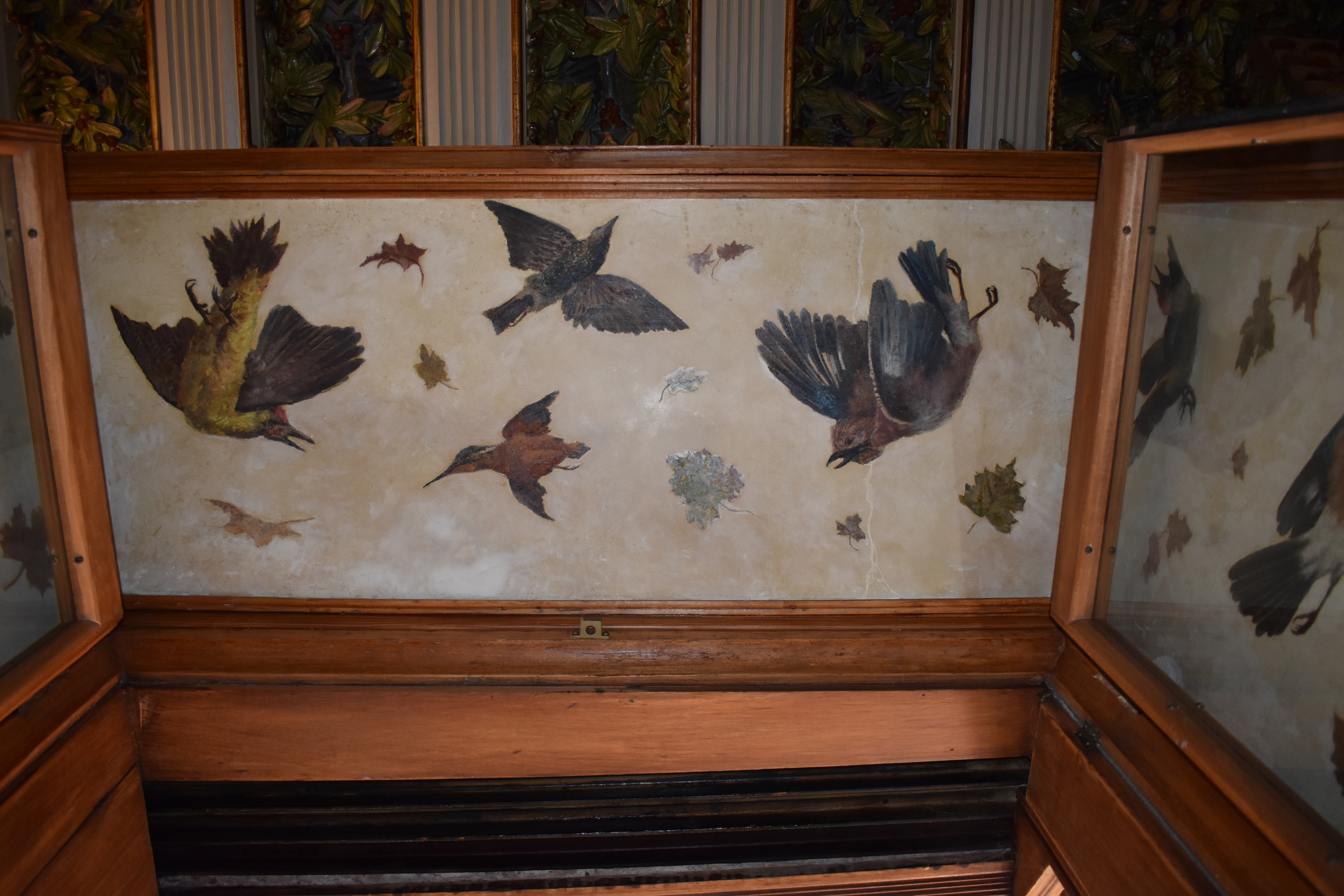
Peintures d'oiseaux sur les jambages de la salle à manger
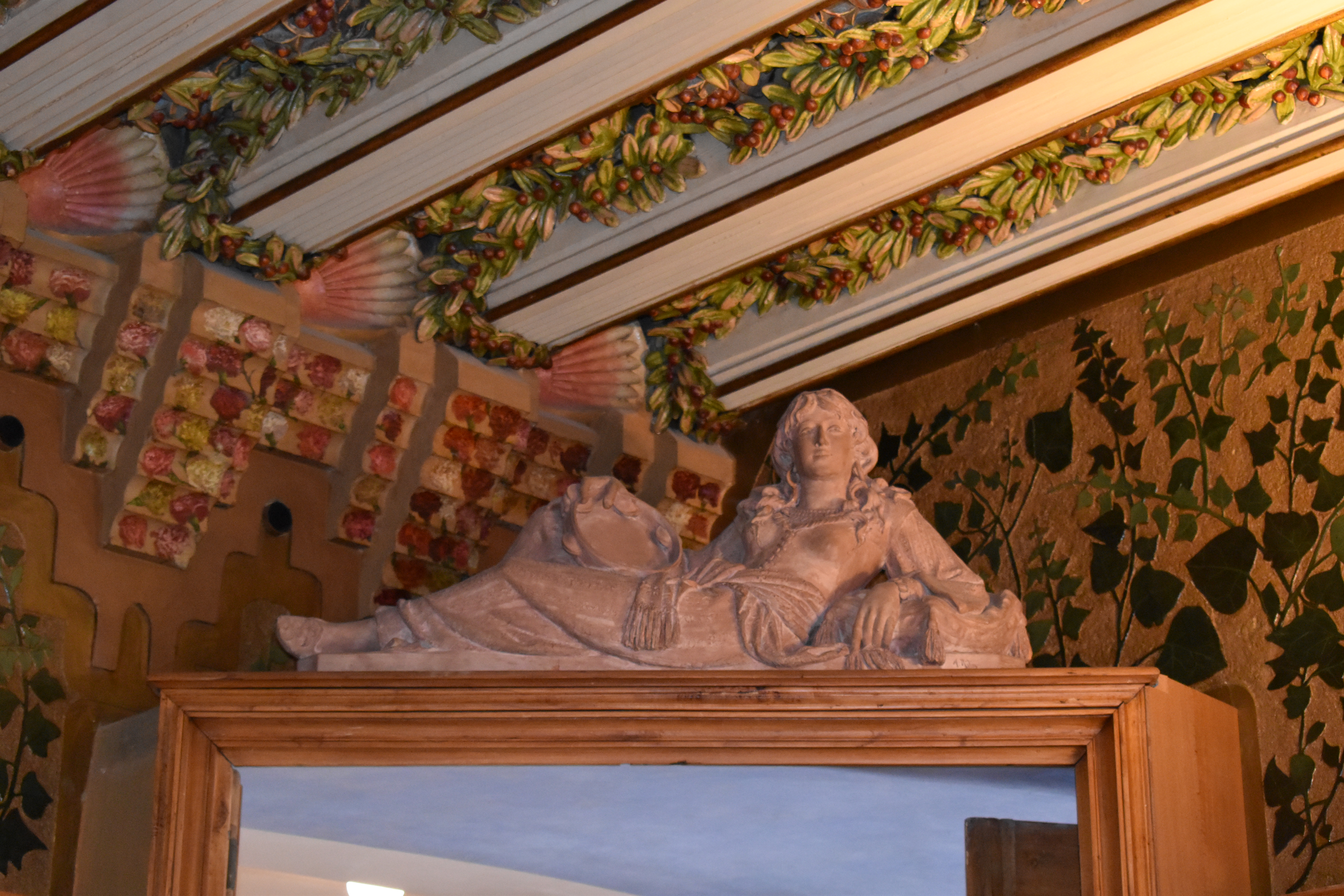
Figure d'odalisque, par Antoni Riba
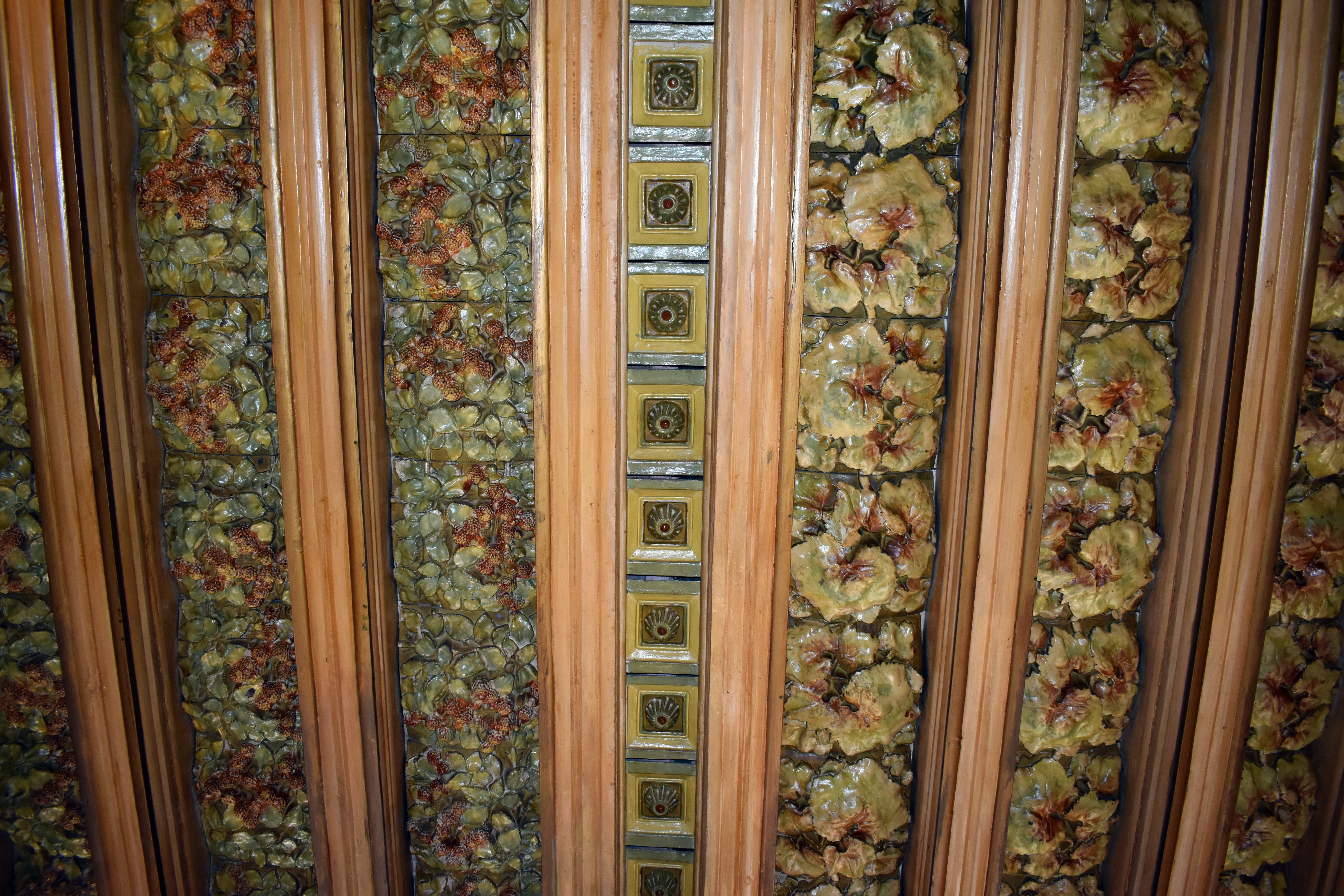
Plafond de la chambre
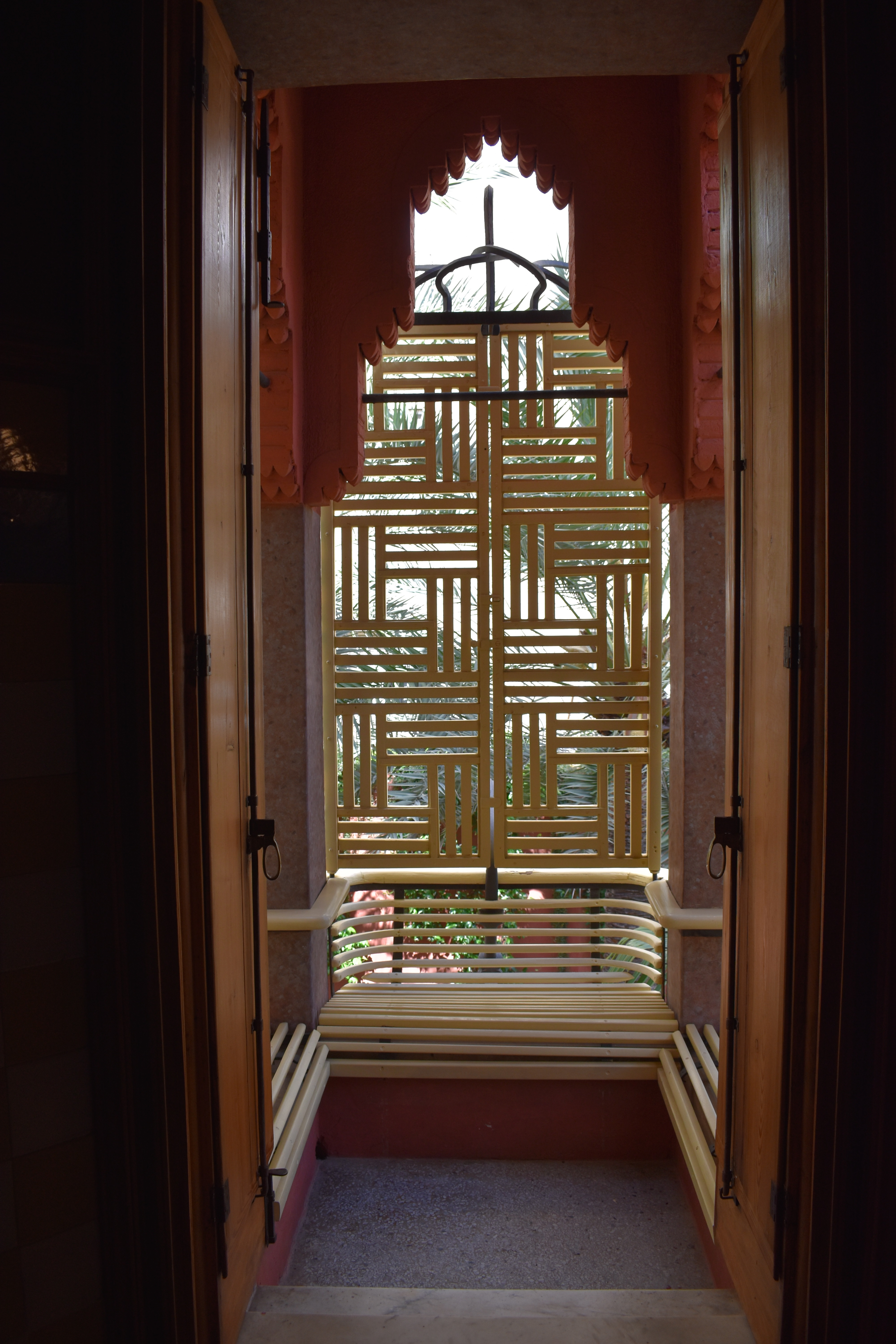
Fenêtre du balcon du salon
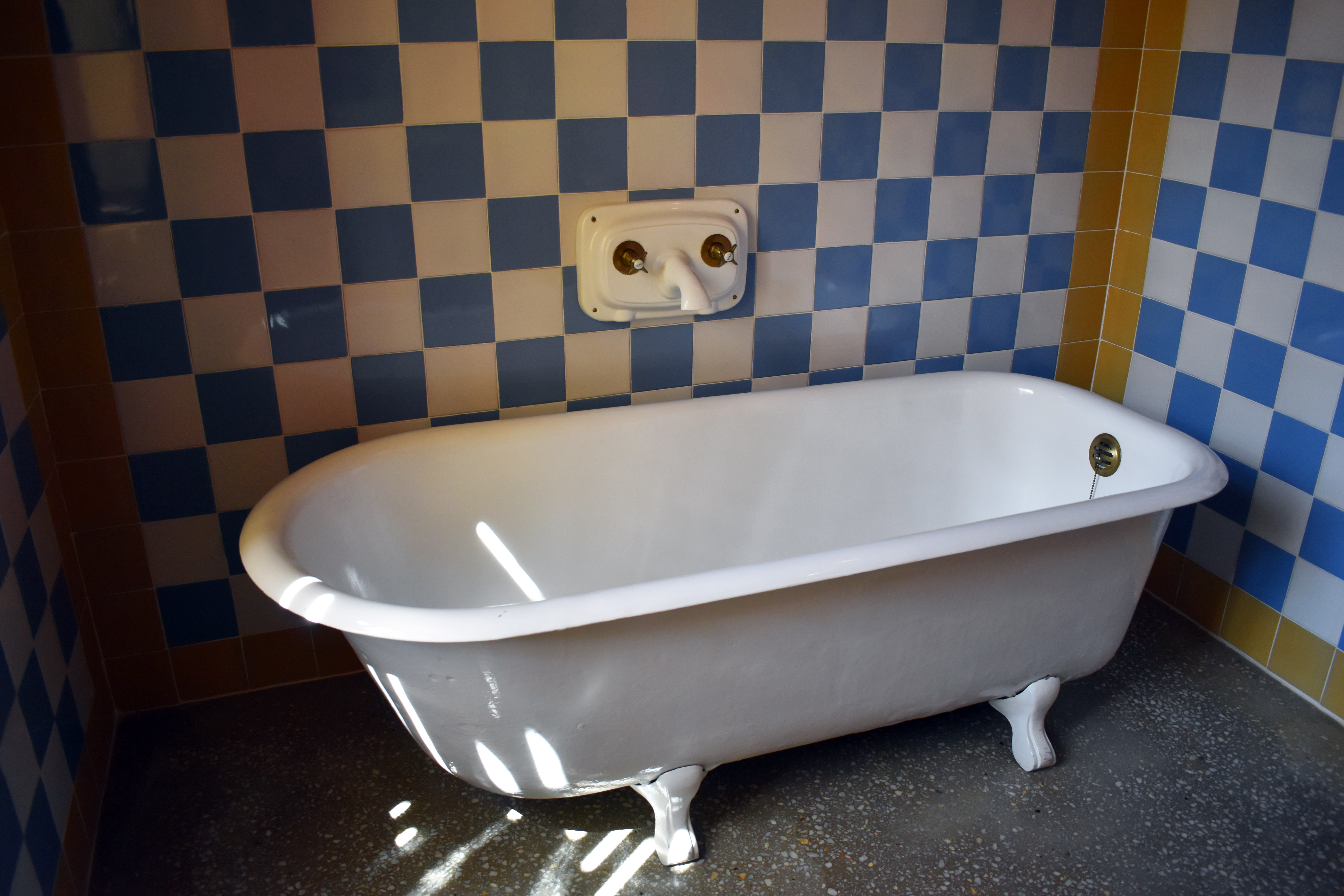
Salle de bain

### Peintures

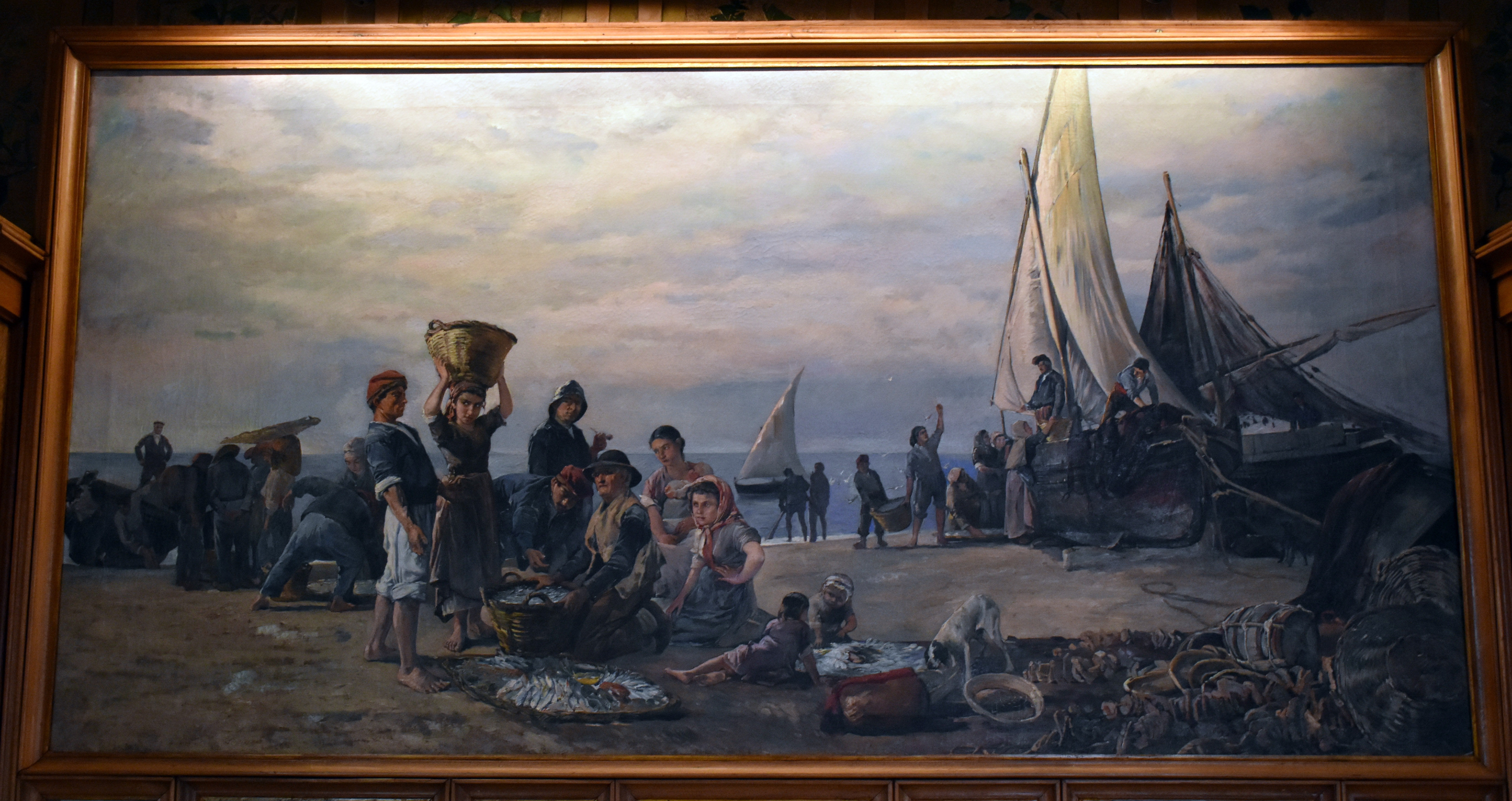
Scène de costumes

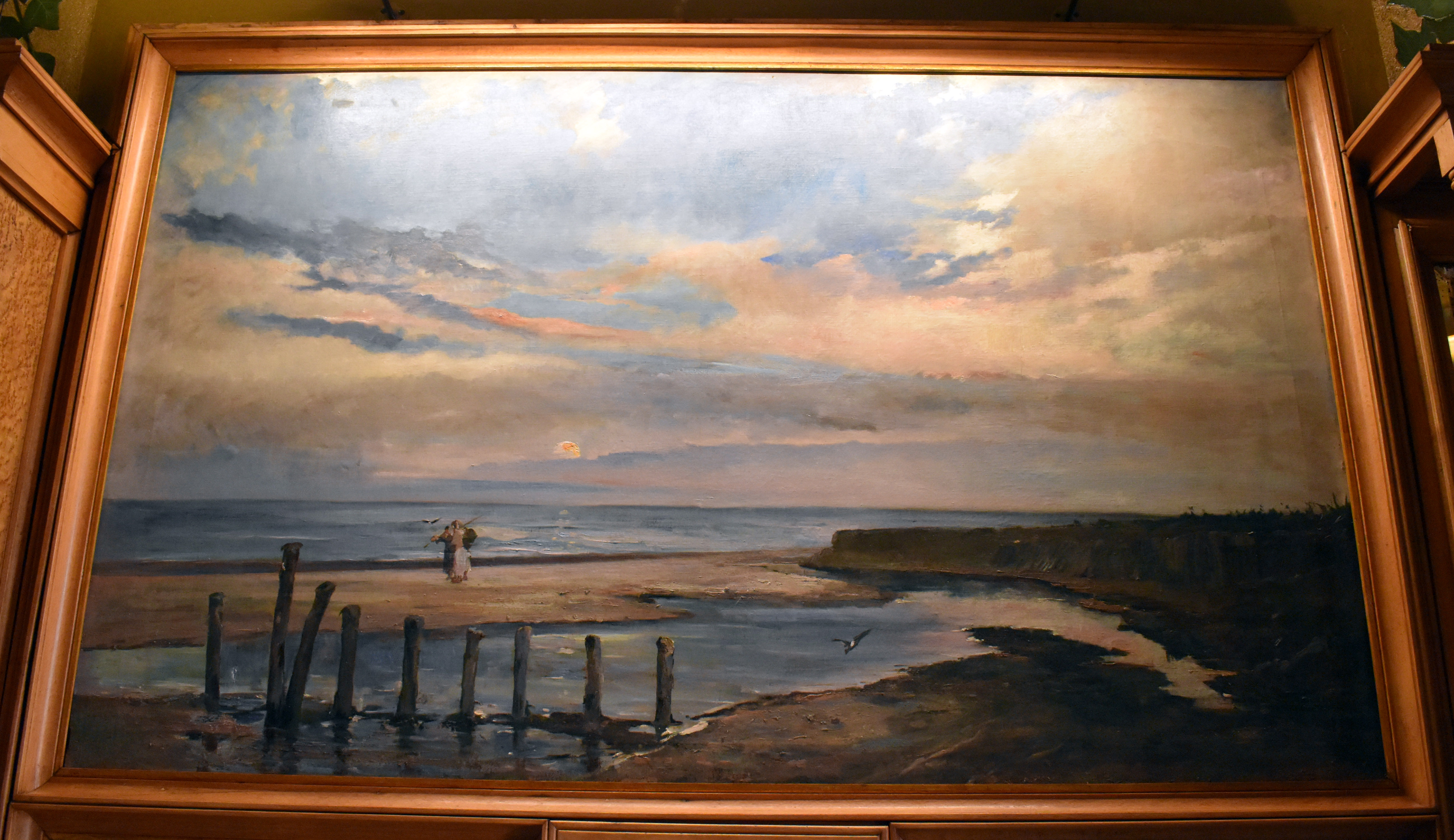
Marine

Les peintures de la salle à manger sont de Francesc Torrescassana i Sallarés (Barcelone, 1845-1918). Le peintre étudie à l’école de la Llotja à Barcelone de 1859 à 1865, où il est l’élève de Ramón Martí Alsina. Il poursuit ses études à Rome et à Paris, où il découvre les tendances artistiques de son époque. À son retour, il se consacre surtout à la peinture d’histoire, de mœurs, de portraits et de paysages, dans un style réaliste qui évolue vers un certain impressionnisme lors de l’étape finale. Certaines de ses œuvres sont conservées au Musée national d'Art de Catalogne, au Musée du Prado à Madrid et au Musée du Louvre à Paris, bien que le plus grand nombre d’œuvres de cet artiste se trouvent dans la Casa Vicens.
On ne connaît pas les détails de la commande, mais il semble que Manuel Vicens collectionnait des œuvres de Torrescassana avant la construction de la maison. On peut donc supposer que nombre de ces œuvres – dont beaucoup ne sont pas datées – sont des productions antérieures de l’artiste et n’ont pas été réalisées spécifiquement pour la maison. Gaudí conçoit le mobilier de la salle à manger pour mettre en valeur l’exposition de ces tableaux. Il fabrique donc des meubles-cadres en bois de citronnier de Ceylan qui se marient à merveille avec les œuvres exposées. Au total, la salle à manger abrite trente-deux tableaux, dont deux portraits, deux intérieurs et vingt-huit paysages. Ces œuvres sont héritières du style réaliste de ses débuts, influencé par Martí Alsina, mais on peut percevoir une certaine évolution, une atmosphère légèrement romantique qui rappelle l’œuvre de Modest Urgell. De l’ensemble d’œuvres, seules quatre sont signées et datées, plus précisément en 1879, ce qui corrobore le fait qu’elles sont antérieures à la construction de la maison ; une porte une signature uniquement. Toutes les peintures sont des huiles sur toile.
Les tableaux conservés dans la salle à manger de la Casa Vicens sont (classés de haut en bas et de gauche à droite) :
- Mur sud-ouest :
  - Paysage, c. 1870-1888
  - Paysage, c. 1870-1888
  - Paysage, c. 1870-1888
  - Paysage, c. 1870-1888
  - Paysage, c. 1870-1888
  - Paysage, c. 1870-1888
  - Roda de Ter, c. 1870-1888
  - Paysage, c. 1870-1888
- Mur nord-ouest :
  - Marine, c. 1870-1888 (signé)
  - Village, c. 1870-1888
  - Portrait masculin, c. 1870-1888
  - Village, c. 1870-1888
  - Grange, c. 1870-1888
  - Marine, 187(4?) (signé et daté, difficile à lire)
- Mur nord-est :
  - Scène de costumes, c. 1870-1888
  - Marine, c. 1870-1888
  - Marine, c. 1870-1888
  - Rue d'une village, c. 1870-1888
  - Vue d'un village, 1879 (signé et daté)
  - Arbres, c. 1870-1888
  - Intérieur, 1879 (signé et daté)
  - Arbres, c. 1870- 1888
  - Paysage, 1879 (signé et daté)
  - Rue d'une village, c. 1870- 1888
  - Paysage, c. 1870-1888
  - Paysage, c. 1870-1888
- Mur sud-est :
  - Marine, c. 1870-1888
  - Paysage, c. 1870-1888
  - Jardin, c. 1870-1888
  - Paysage, c. 1870-1888
  - Portrait inconnu, c. 1870-1888
  - Paysage, c. 1870-1888